# Macintosh
Vous lisez un « bon article » labellisé en 2010.
Pour les articles ayant des titres homophones, voir McIntosh et Mac.
Ne doit pas être confondu avec Mac OS, macOS ou Adresse MAC.
Macintosh (/ma.kin.tɔʃ/, en anglais : /ˈmæk.ɪn.tɑʃ/) ou Mac est une série de différentes familles d'ordinateurs personnels conçus, développés et vendus par Apple. Le premier Macintosh est lancé le 24 janvier 1984 (il a été renommé Macintosh 128K dès le lancement du Macintosh 512K). Il constitue le premier succès commercial pour un ordinateur utilisant une souris et une interface graphique (au lieu d'une interface en ligne de commande).

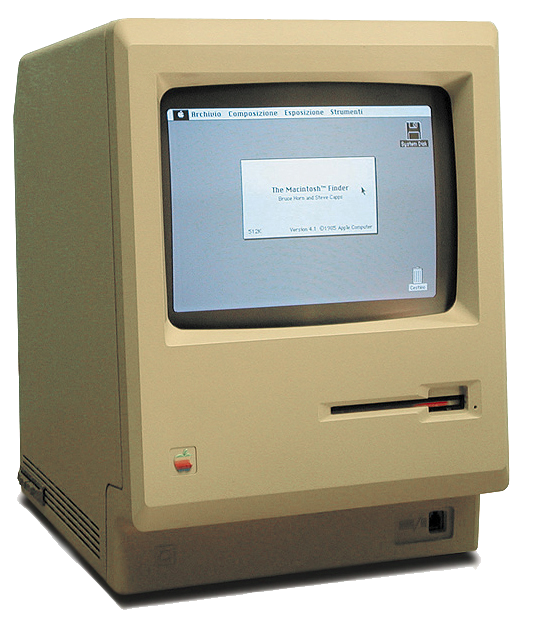
Le Macintosh 128K qui constitue le premier succès commercial pour un ordinateur personnel utilisant une souris et une interface graphique.

Le Macintosh remplace l'Apple II comme principal produit d'Apple. Cependant les parts de marché d'Apple baissent, avant un renouveau des Macintosh en 1998, avec la sortie de l'ordinateur grand public tout-en-un iMac G3, qui permet à Apple d'échapper à une probable faillite et marque un succès pour la firme.
En 2021, les Macintosh visent principalement les marchés des professions artistiques, de l'éducation et des particuliers, avec les modèles suivants :
- l'iMac (gamme d'ordinateurs tout-en-un pour grand public et professionnel) ;
- le Mac mini (un tout petit ordinateur familial ou de bureau d'entrée de gamme) ;
- le Mac Pro (une station de travail orientée vers l'usage professionnel) ;
- et les ordinateurs portables (MacBook Pro et MacBook Air) ;

Le principe de production des Mac repose sur le classique modèle d'intégration verticale : Apple se charge de la conception de ses machines et de certains de leurs composants et des logiciels de base en pré-installant son propre système d'exploitation sur tous les Mac. Ceci contraste avec la principale concurrence des Mac, les compatibles PC vendus avec des systèmes d'exploitation différents, pour lesquels plusieurs constructeurs se chargent de créer du matériel conçu pour utiliser le système d'exploitation d'une autre entreprise. Entre 1984 et 1994, les Macintosh fonctionnaient avec des processeurs de la famille 68000 de Motorola, avant d'utiliser entre 1994 et 2006 des processeurs PowerPC de l'Alliance AIM. En 2006, les Mac migrent vers les processeurs x86 d'Intel. Fin 2020 est annoncé le passage de tous les Mac à la puce Apple M1 d'architecture ARM (première puce Apple Silicon pour Mac) pour 2022. Les Mac ayant actuellement déjà migré vers M1 sont le MacBook Air, le MacBook Pro 13", le Mac mini et l’iMac 24 pouces qui, fin avril, s’offre aussi la puce M1 et par la même occasion une cure de jeunesse en adoptant un nouveau design
Pour faire fonctionner son ordinateur Mac, Apple a développé une famille de systèmes d'exploitation spécifiques. Basés sur une interface utilisateur graphique, ils sont connus sous le nom de Système (versions de 1 à 7), avant de devenir Mac OS (7.6, 8, 9 et 10). À l'aube des années 2000, cette lignée est remplacée par Mac OS X, développé à partir de NeXTSTEP, rebaptisé OS X en 2012 puis macOS en 2016. Sur les Macintosh à microprocesseur Intel, il est possible d'installer des systèmes d'exploitation comme Microsoft Windows, Linux, FreeBSD ou bien d'autres. Avec les processeurs PowerPC ou même 68k, il était cependant déjà possible d'installer des systèmes d'exploitation UNIX tournant sous ces plates-formes matérielles.

## Histoire

### De 1979 à 1984: le développement
Le projet Macintosh débute à la fin des années 1970. Jef Raskin, employé d'Apple depuis 1978, avait dans l'idée de créer un ordinateur simple d'utilisation et peu cher et donc accessible aux consommateurs moyens. Il présente son idée à Mike Markkula, l'un des trois fondateurs d'Apple Computer, en mars 1979. Celui-ci lui donne son feu vert en septembre 1979 pour embaucher quelques personnes et monter une équipe au sein d'Apple, projet qui porte le nom de Macintosh, du nom de la pomme préférée de Raskin, la McIntosh. Il faut cependant modifier pour des raisons légales l'orthographe du nom, trop proche de McIntosh Laboratory, constructeur de matériel Hi-Fi. Raskin rassemble toutes les idées récoltées pour cet ordinateur dans un recueil qu'il nomme The Book of Macintosh (Le Livre du Macintosh). À la recherche d'un ingénieur pour monter un prototype de la machine, Raskin engage, sur recommandation de Bill Atkinson du projet Apple Lisa, Burrell Smith, qui, selon Atkinson, faisait un travail remarquable dans le département maintenance de l'Apple II. Au fil des années, il rassemble une grande équipe spécialisée dans le développement du Macintosh et de ses logiciels. Aux côtés de Raskin et Smith, on retrouve Atkinson, Chris Espinosa, Joanna Hoffman, George Crow, Bruce Horn, Jerry Manock, Susan Kare, Andy Hertzfeld et Daniel Kottke.

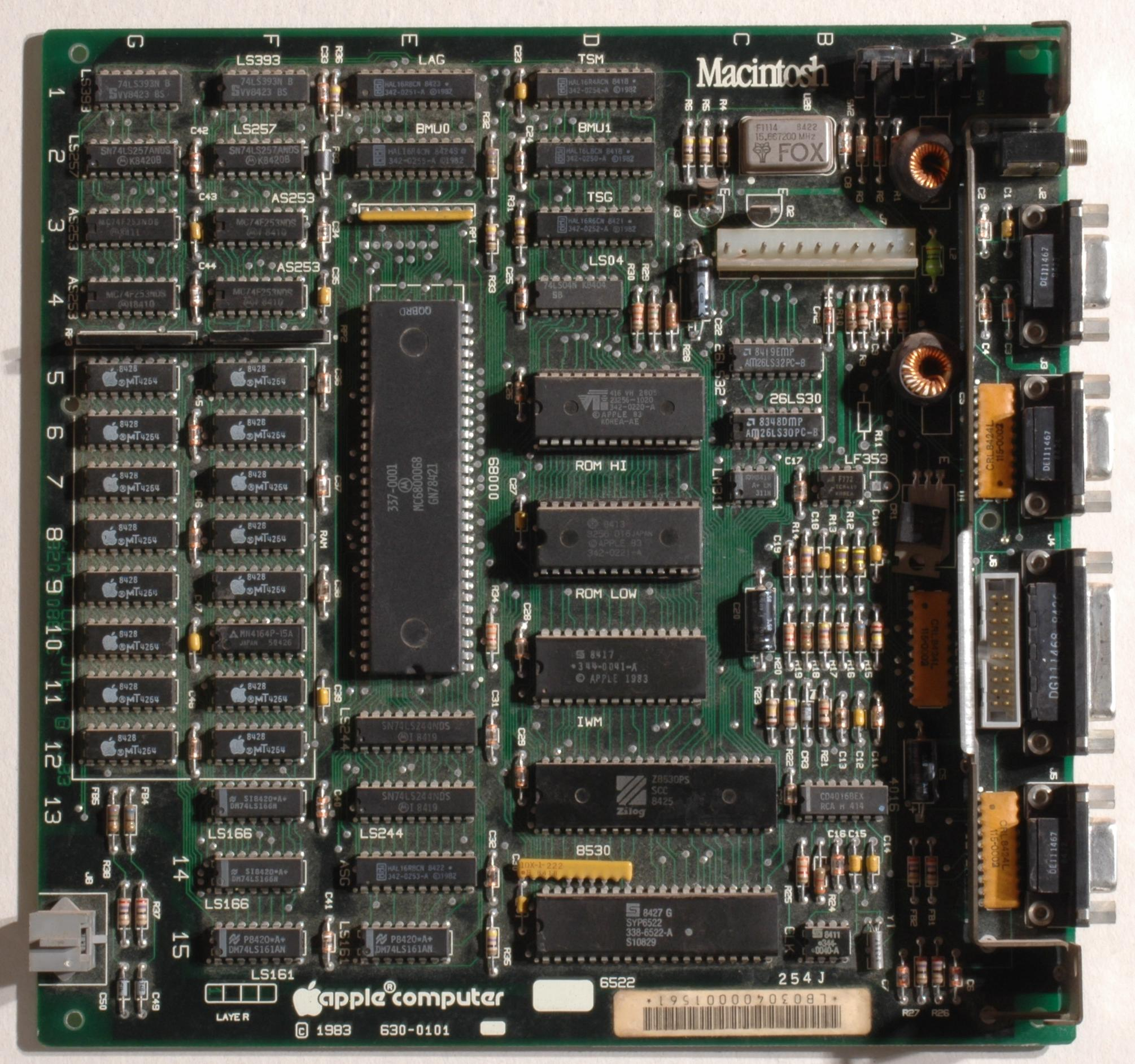
La carte mère du Macintosh 128K avec un microprocesseur Motorola 68000 cadencé à 8 MHz.

Raskin était contre l'utilisation de deux éléments qui se sont avérés décisifs pour le succès du Macintosh : le microprocesseur Motorola 68000 et la souris. Il voulait utiliser un microprocesseur Motorola 6809, moins cher mais aussi moins performant car ne pouvant adresser plus de 64 kibioctets, ce qui l'aurait rendu rapidement limité. À la souris, Raskin préférait des touches du clavier affectées au pointage. Bud Tribble, à la tête de l'équipe des développeurs du Macintosh, intéressé par l'évolution que prenaient les programmes du Lisa, demande à Burrell Smith d'essayer d'incorporer le Motorola 68000 du Lisa dans le Macintosh tout en essayant de maintenir les coûts le plus bas possible. Smith relève ce défi en décembre 1980, en concevant un circuit imprimé embarquant le 68000, tout en portant de 5 à 8 mégahertz (MHz) sa fréquence. Le circuit comporte moins de puces de mémoire vive, ce qui permet de le rendre moins onéreux. Le modèle final, sorti en 1984, dispose de 64 Kio de mémoire morte et 128 Kio de mémoire vive constituée de 16 puces de 64 Kb. L'écran de 9 pouces est monochrome et affiche 512 × 342 pixels.
Fin 1980, Michael Scott, CEO d'Apple Computer à l'époque, procède à une restructuration de l'entreprise. Steve Jobs est alors contraint de quitter le projet Lisa. Envoyé par Scott pour représenter l'entreprise à son introduction en bourse le 12 décembre 1980, il ne convainc pas comme manager. C'est alors qu'il se tourne vers le projet Macintosh de Jef Raskin. Il y voit une revanche à son exclusion du projet Lisa. Jobs et Raskin ont à plusieurs reprises été en conflit. La souris fut un des sujets de discorde : Raskin ne voulait pas de la souris, Jobs au contraire ne voyait pas le Macintosh sans souris. Steve Jobs sortit vainqueur de la confrontation, puisque la souris a bien fait son apparition chez Apple avec le Macintosh. Ces confrontations répétées et le grand ego des deux personnages ont mené au départ de Jef Raskin du projet Macintosh et d'Apple Computer, officiellement le 1er mars 1982, presque deux ans avant le lancement officiel du Macintosh en janvier 1984. Selon Andy Hertzfeld, le Macintosh 128K, tel que le connaît le public aujourd'hui, n'a plus grand-chose à voir avec l'ordinateur qu'avait imaginé initialement Jef Raskin dans son Book of Macintosh. Il affirme aussi dans Revolution in The Valley: The Insanely Great Story of How the Mac Was Made, co-écrit avec Steve Capps, que Steve Jobs souhaitait engager Jean-Michel Folon, pour créer un personnage représentatif de la marque, Mr. Macintosh.

### 1984: le lancement

Le logo « Picasso » du Macintosh pour son lancement.

Le lancement du premier Macintosh est accompagné d'une vaste campagne de publicité. Sa présentation à la presse en octobre 1983 est suivie par une brochure de 18 pages publiée dans divers magazines en décembre 1983. Deux jours avant son lancement officiel, Apple fait diffuser le spot 1984 réalisé par Ridley Scott, au début du troisième quart temps, à la première coupure publicitaire après la mi-temps du Super Bowl XVIII. Ce spot dépeint un futur dystopique où le monde est dirigé par un Big Brother, monde inspiré par le roman 1984 de George Orwell. Une athlète inconnue, incarnant le Macintosh (illustré par la présence du logo « Picasso » du Macintosh), vient libérer à l'aide de son marteau le monde de sa conformité et de Big brother, représentant IBM. Lors de la présentation du spot en 1983, Steve Jobs met en rapport le Big brother d'Orwell et la tentative d'IBM (selon Jobs) de dominer l'industrie informatique[réf. nécessaire].
Le Lisa 2 et le Macintosh sont lancés le 24 janvier 1984. Pour mettre en valeur la nouvelle interface en attendant l'arrivée des premières applications tierces, ce dernier est livré avec les applications MacPaint et MacWrite. Ce jour-là, Apple tient au Flint Center au De Anza College son assemblée générale des actionnaires. Steve Jobs y présente pour la première fois le Macintosh, et on y voit l'ordinateur dessiner sur son écran Macintosh, insanely great! (« Macintosh, follement génial »), ainsi que raconter une blague à l'aide de son synthétiseur vocal intégré.
Les réactions qui suivent le lancement du Macintosh sont globalement positives. Sa facilité d'utilisation, son interface graphique, son prix relativement bas sont appréciés. Pour John J. Anderson du magazine Creative Computing par exemple, le Macintosh représente une avancée importante autant du côté matériel que du côté logiciel. Cependant, la machine n'est pas sans défaut. Anderson, comme beaucoup d'autres, notent un manque de mémoire vive, d'évolutivité (pas de port d'extension par exemple). Comme la machine est incompatible avec les autres systèmes, peu de logiciels sont disponibles.
En avril 1984, Microsoft porte Multiplan de MS-DOS vers le Macintosh, suivi par Microsoft Word en janvier 1985. La même année, Lotus Software lance Lotus Jazz après le succès de Lotus 1-2-3 sur l'IBM PC ; c'est cependant un échec. De son côté, Apple lance Macintosh Office avec la publicité Lemmings diffusée lors de la Super Bowl XIX. Contrairement à 1984, celle-ci est un échec car elle est perçue comme insultante envers les acheteurs potentiels.
Apple fait évoluer son Macintosh en septembre 1984. Les modèles initiaux, qui ne disposent que de 128 Kio de mémoire vive et renommés pour cette raison Macintosh 128K, sont rejoints par les Macintosh 512K équipés, comme leur nom l'indique, de 512 Kio de mémoire vive.

### De 1985 à 1989: l'ère de la publication assistée par ordinateur

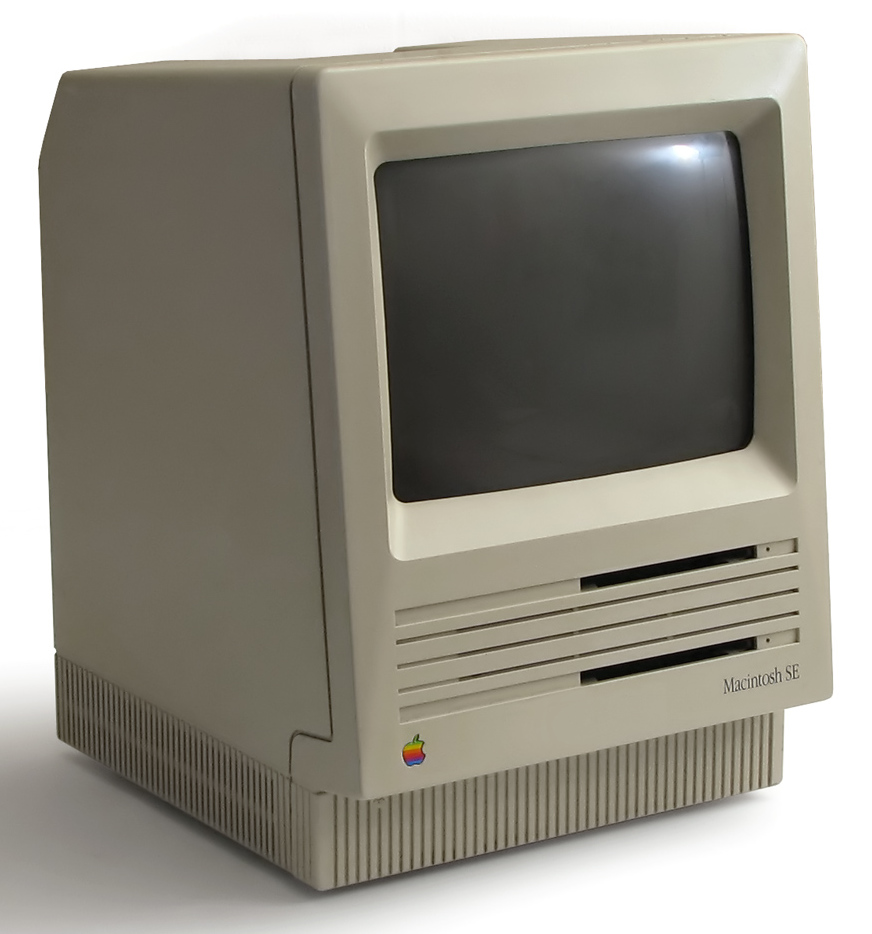
Un Macintosh SE, premier Macintosh compact qu'il était possible d'améliorer.

La combinaison du Macintosh, de l'imprimante LaserWriter d'Apple – dotée d'un interpréteur pour le langage de description de page PostScript d'Adobe – et des logiciels spécifiques tels que MacPublisher, puis surtout Aldus PageMaker, permet aux utilisateurs de composer, préparer et visualiser directement des documents destinés à l'impression, sans devoir recourir aux onéreuses stations de travail spécialisées utilisées à cette époque. Cette activité est désormais connue sous le nom de desktop publishing ou publication assistée par ordinateur (PAO).
Tout d'abord uniquement possible sur les Macintosh, la PAO est ensuite étendue aux autres ordinateurs personnels. Par la suite, des logiciels comme Macromedia FreeHand, QuarkXPress, Adobe Photoshop et Adobe Illustrator renforcent la position du Mac comme machine d'infographie et permettent d'étendre le marché de la PAO.
Afin d'augmenter la connectivité de ses Mac, Apple lance le 10 janvier 1986, le Macintosh Plus. Vendu, à son lancement, 2 600 dollars, il dispose, entre autres, d'un 1 mébioctet de mémoire vive extensible à 4 Mio et de l'interface SCSI. Cette dernière, révolutionnaire à l'époque, permet de relier jusqu'à sept périphériques, tels que des disques durs et des scanners, à l'ordinateur. Le Mac Plus est un succès immédiat et reste en vente jusqu'en octobre 1990 sans que sa configuration ne soit modifiée. Avec 4 ans et 10 mois, il est le Macintosh resté en vente le plus longtemps.

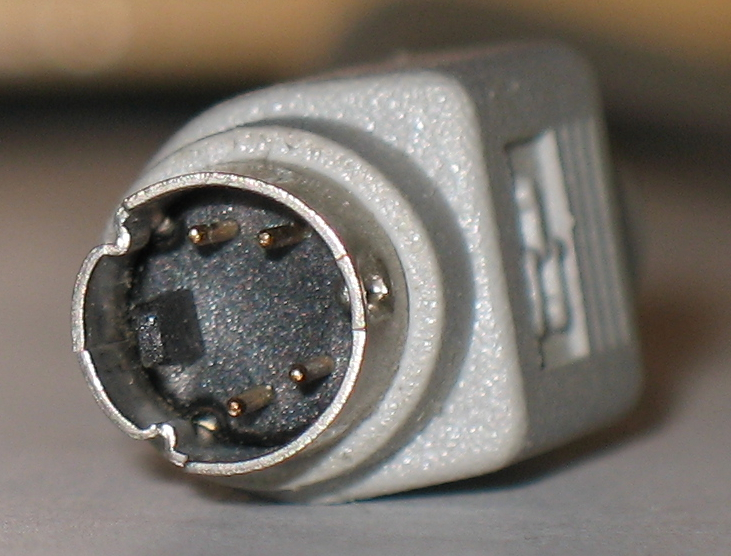
Un connecteur ADB mâle.

Malgré le lancement du Macintosh et sa place qui devient de plus en plus importante, Apple continue à faire évoluer sa famille Apple II, avec les lancements de l'Apple IIe en janvier 1983, de l'Apple IIc en avril 1984 et de l'Apple IIGS, premier ordinateur Apple avec une interface graphique en couleurs, en septembre 1986. En mars 1987, sont lancés le Macintosh II et le Macintosh SE. Ils sont tous les deux équipés de l'Apple Desktop Bus (ADB) apparu avec l'Apple IIGS, utilisé pour connecter le clavier et la souris. Le Macintosh SE (SE pour « System Expansion ») est le premier Macintosh Classic à disposer d'un port d'extension interne.
Le Macintosh II marque un plus grand virage pour les Macintosh. Pour la première fois, un Macintosh adopte une architecture ouverte, avec plusieurs connecteurs d'extension et un design plus modulaire, proche de celui de l'IBM PC. Il pouvait accueillir un disque dur et deux lecteurs de disquettes 800K. Le Macintosh II est le premier de la série dont le processeur dépasse la fréquence initiale de 8 MHz, avec l'utilisation d'un Motorola 68020 cadencé à 16 MHz. L'évolution n'est pas seulement matérielle, mais aussi logicielle. L'une des principales innovations est Color QuickDraw présent dans la ROM. Cette bibliothèque graphique apporte la couleur, la gestion de la profondeur des couleurs, de la définition d'écran et d'écrans multiples.
En septembre 1986, Apple lance le Macintosh Programmer's Workshop, qui permet de développer directement des logiciels pour le Macintosh, sur le Macintosh, au lieu de les développer à partir des Lisa avec le Lisa Workshop. En août 1987, lors de la Macworld Expo à Boston, Apple dévoile HyperCard et MultiFinder. Ce dernier est livré avec le Système 5 en octobre 1987 et apporte le multitâche coopératif.

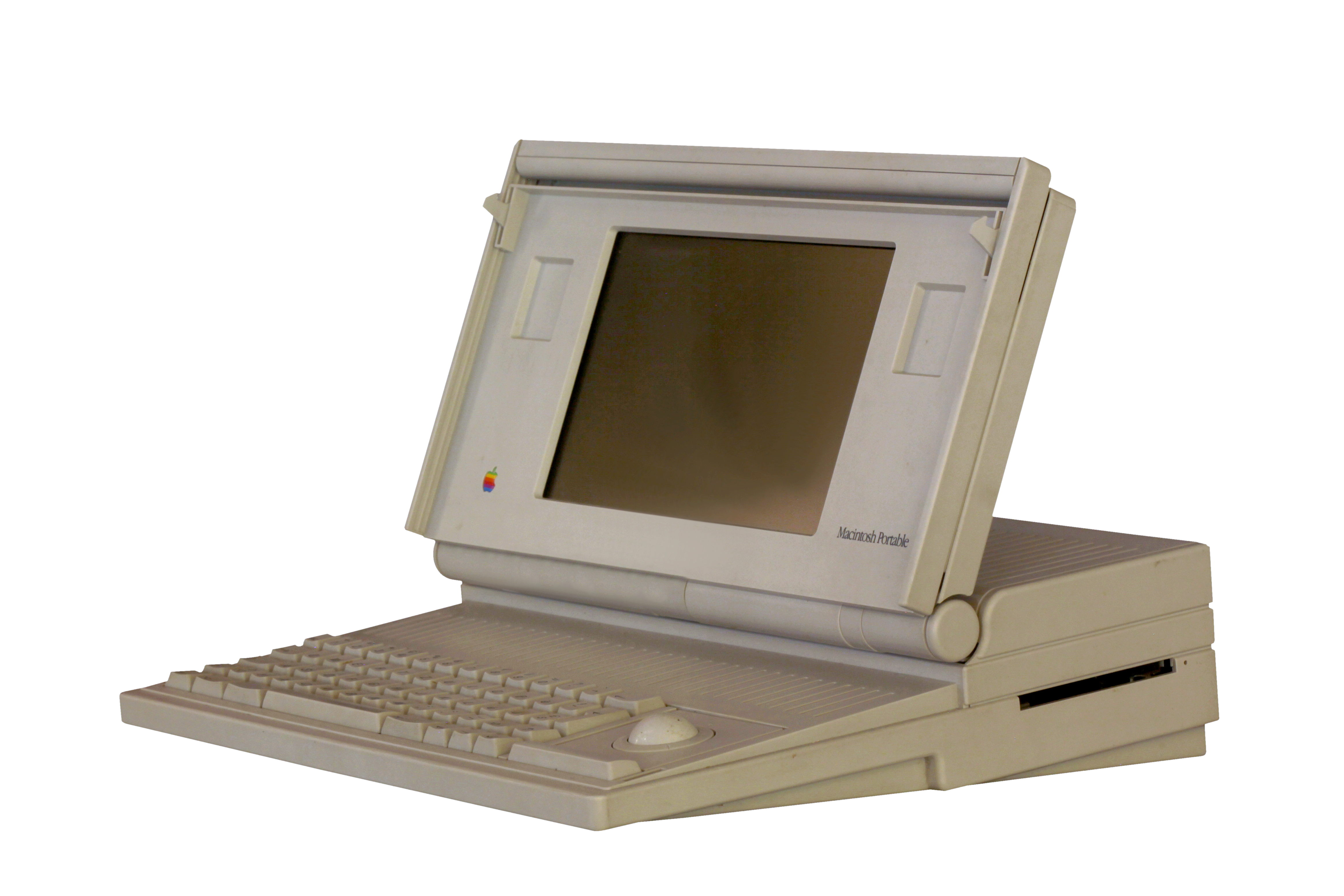
Le Macintosh Portable est le premier ordinateur portable d'Apple. Il était en vente de 1989 à 1991 et tournait sous Système 6 ou Système 7.

Le Motorola 68030 fait son apparition avec les Macintosh IIx en septembre 1988. Il apporte un certain nombre d'améliorations par rapport à son prédécesseur le 68020, dont une unité de gestion mémoire embarquée. En janvier 1989 sort le Macintosh SE/30, équipé d'un 68030 à 16 MHz, et en mars de la même année, le Macintosh IIcx, plus compact mais aussi avec moins de connecteurs. En septembre, Apple lance le Macintosh Portable, équipé d'un Motorola 68000 cadencé à 16 MHz et d'un écran à matrice active. Il s'agit de la première tentative de la firme de faire un Macintosh transportable et alimenté par une batterie. Au même moment, Apple lance Macintosh IIci, avec un processeur cadencé à 25 MHz. Il était le premier Macintosh à comporter une ROM dite clean (propre) supportant nativement plus de 8 Mo de mémoire vive, contrairement à ses prédécesseurs qui utilisaient une ROM dite dirty (sale) qui contenait encore des blocs de code en 24 bits. Le Portable et le IIci sont les premiers Macintosh à utiliser des composants montés en surface. L'année suivante, en mars 1990, arrive le Macintosh IIfx sur le marché à un tarif de 9 900 dollars. En plus de son 68030 cadencé à 40 MHz, il comporte une architecture interne améliorée utilisant de la mémoire vive plus rapide. Deux 6502 sont utilisés pour le traitement des entrées-sorties.

### De 1990 à 1998: le déclin d'Apple

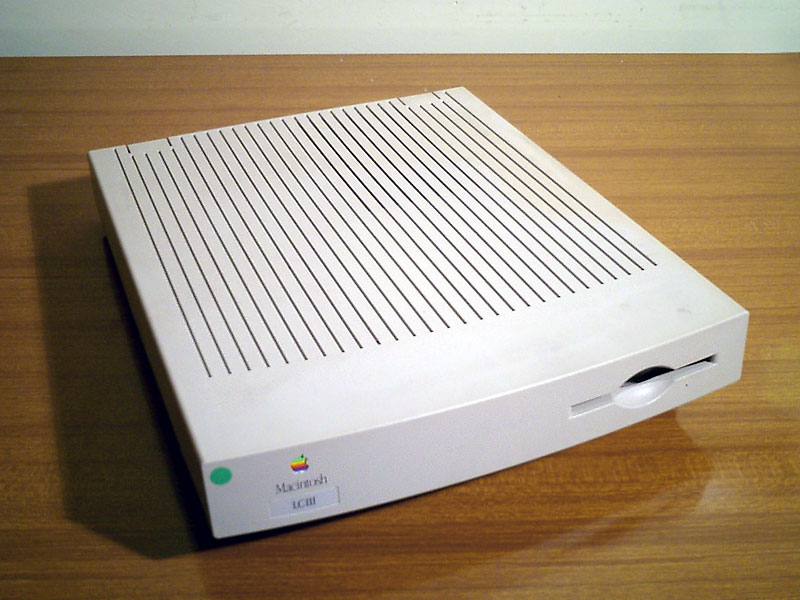
Un Macintosh LC III utilisant un boîtier « pizza box ».

Microsoft Windows 3.0, sorti en mai 1990, se rapproche visiblement du système des Macintosh tant en performances qu’en fonctionnalités. Les PC étaient, à l'époque déjà, des plates-formes alternatives et moins chères que le Macintosh. Apple, après avoir lancé le Macintosh IIfx, à l'époque le Macintosh le plus cher jamais vendu par la société, se lance sur le marché de l'entrée de gamme avec des machines abordables. Ainsi la firme lance trois nouvelles machines en octobre 1990 :
- le Macintosh Classic, vendu 999 dollars aux États-Unis, est resté le Macintosh le moins cher jusqu'à la sortie en juillet 2000 de l'iMac 350 MHz Indigo vendu 799 dollars ;
- le Macintosh LC (LC pour Low-cost Color), doté d'un 68020 et d'une capacité d'afficher des couleurs, tenait dans une Pizza box et était vendu pour 2 500 USD ;
- le Macintosh IIsi, une version plus économique du IIci (à partir de 3 700 dollars), équipé d'un 68030 cadencé à 20 MHz[28].

Ces trois machines se vendent bien, mais les marges d'Apple sur ces Macintosh sont plus faibles que sur les modèles antérieurs.

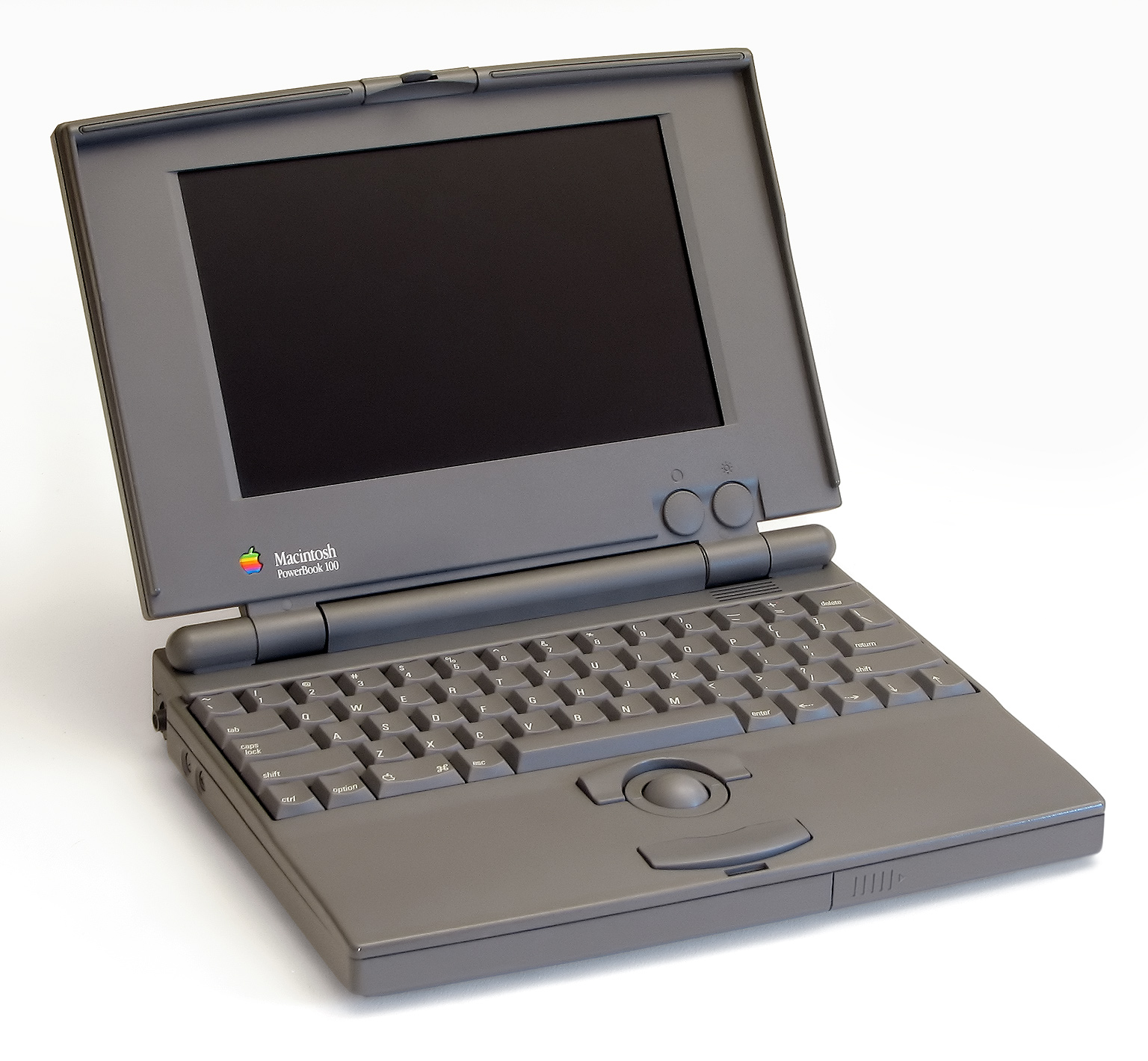
Un PowerBook 100, utilisant un processeur Motorola 68000 cadencé à 16 MHz.

1991 voit la sortie de Système 7, une version réécrite en 32 bits du système Macintosh qui apporte des améliorations au niveau graphique (support du Truecolor), de l'adressage mémoire, des réseaux et de la gestion du multitâche (optionnel sous Système 6). En octobre de cette même année, sont lancés le Macintosh Classic II, le Macintosh LC II ainsi que deux nouvelles familles d'ordinateurs : les Macintosh Quadra, avec les modèles 700 et 900, qui occupent le haut de gamme d'Apple, et les PowerBook (100, 140 et 170), plus proches des ordinateurs portables actuels que le Macintosh Portable qu'ils remplacent. Conçus par Sony pour Apple, ils apportent quelques nouveautés qui deviennent standard par la suite, comme la position du clavier sous l'écran, laissant de la place pour un trackball et des repose-poignets.
En 1992, afin de s'ouvrir un peu plus au grand public, Apple lance la gamme Performa, constituée de Macintosh déjà existants mais rebadgés pour l'occasion à destination des familles et du monde de l'éducation. Contrairement aux autres Mac, ils ne sont pas vendus par des revendeurs agréés et sont livrés avec des logiciels comme Claris Works afin d'être immédiatement opérationnels.
Les PowerBook Duo, lancés à la fin de cette même année, premiers ultraportables d'Apple, peuvent être placés sur une station d'accueil afin d'en faire des ordinateurs de bureau avec toute la connectique correspondante. Cette famille d'ordinateurs reste en vente jusqu'en 1997 tout en évoluant avec le temps.

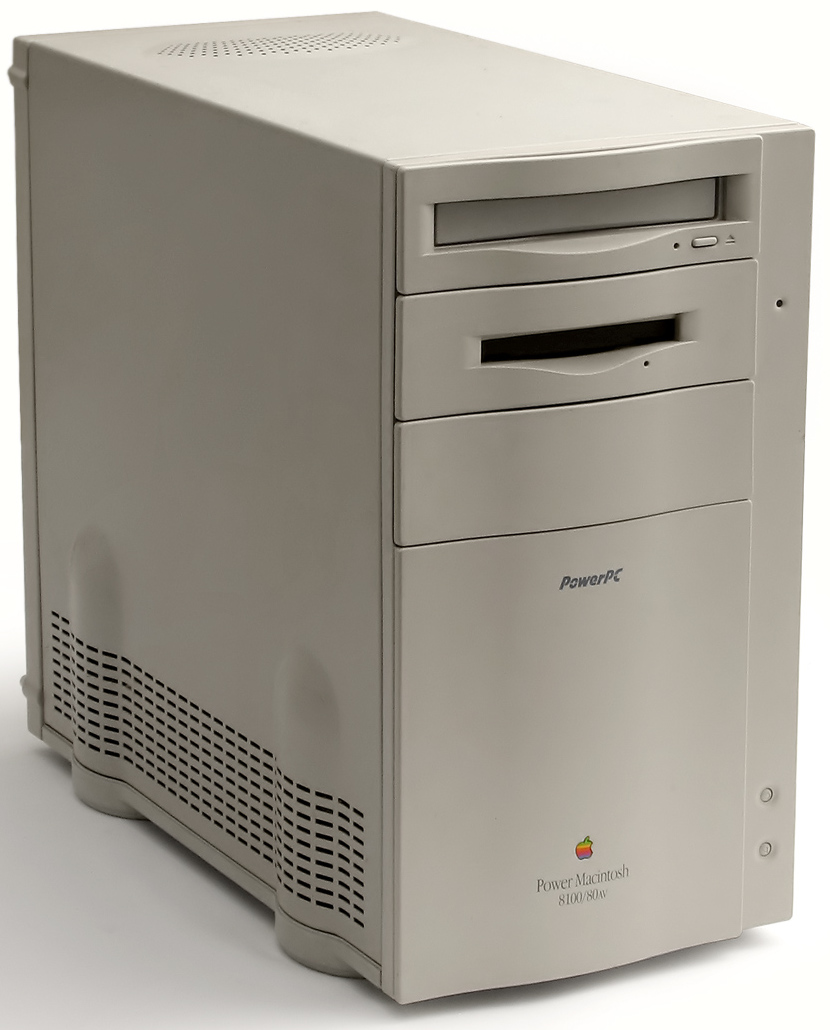
Un Power Macintosh 8100, premier Macintosh à être équipé d'un processeur Power PC avec les Power Mac 6100 et 7100.

En 1993, dans l'optique d'une ouverture vers un marché encore plus large, Apple lance les Macintosh Centris, placés entre les Performa et les Quadra, comme leur nom l'indique, au centre des gammes d'Apple. Ces derniers sont réintégrés moins de neuf mois plus tard à la gamme Quadra. 1994 voit l'arrivée de deux innovations majeures : l'apparition des pavés tactiles remplaçant les trackballs, avec le lancement de la série 500 des PowerBook, et l'abandon de l'architecture 68000 de Motorola, remplacée par l'architecture PowerPC RISC conçue par l'alliance AIM formée par Apple, IBM et Motorola en 1991. Cette nouvelle famille de processeurs donne lieu à une nouvelle famille de Macintosh, les Power Macintosh, nom plus tard abrégé en Power Mac. En janvier 1995, après moins d'un an de production, Apple annonce en avoir vendu un million, montrant un relatif succès de ces machines.
Cependant, en dépit de ses efforts, la part de marché d'Apple s’érode plus en plus au profit des compatibles PC basés sur des microprocesseurs d'Intel et le système Microsoft Windows. Cette tendance s'amplifie avec la sortie de nouveaux Pentium et celle de Windows 95. Ces derniers améliorent les capacités multimédia des PC et rapproche de plus en plus l'interface Windows du Système Mac. En réponse à cela, Apple lance un programme de licence de son système d'exploitation, permettant ainsi à d'autres entreprises de vendre leurs propres ordinateurs équipés du Système 7. Ces machines sont connues sous le nom de « clones ». Ces clones étaient censés faire gagner au système des parts de marchés, objectif qui n'est finalement pas atteint car les parts de marché des clones grignotent principalement celles du Macintosh d'Apple. En 1997, à la suite du retour de Steve Jobs chez Apple, la version 7.7 du système est renommée Mac OS 8, en lieu et place du défunt projet Copland. Apple n'ayant licencié que le Système 7 aux constructeurs tiers, cela permet à la firme de mettre fin à la commercialisation des clones. Pour célébrer les 20 ans d'Apple, la firme sort en mai 1997 Twentieth Anniversary Macintosh, produit à 12 000 unités. Il a la particularité d'être équipé d'un écran plat similaire à ceux trouvés à l'époque sur les PowerBook, une première pour Apple sur un ordinateur de bureau.

### De 1998 à 2006: le renouveau

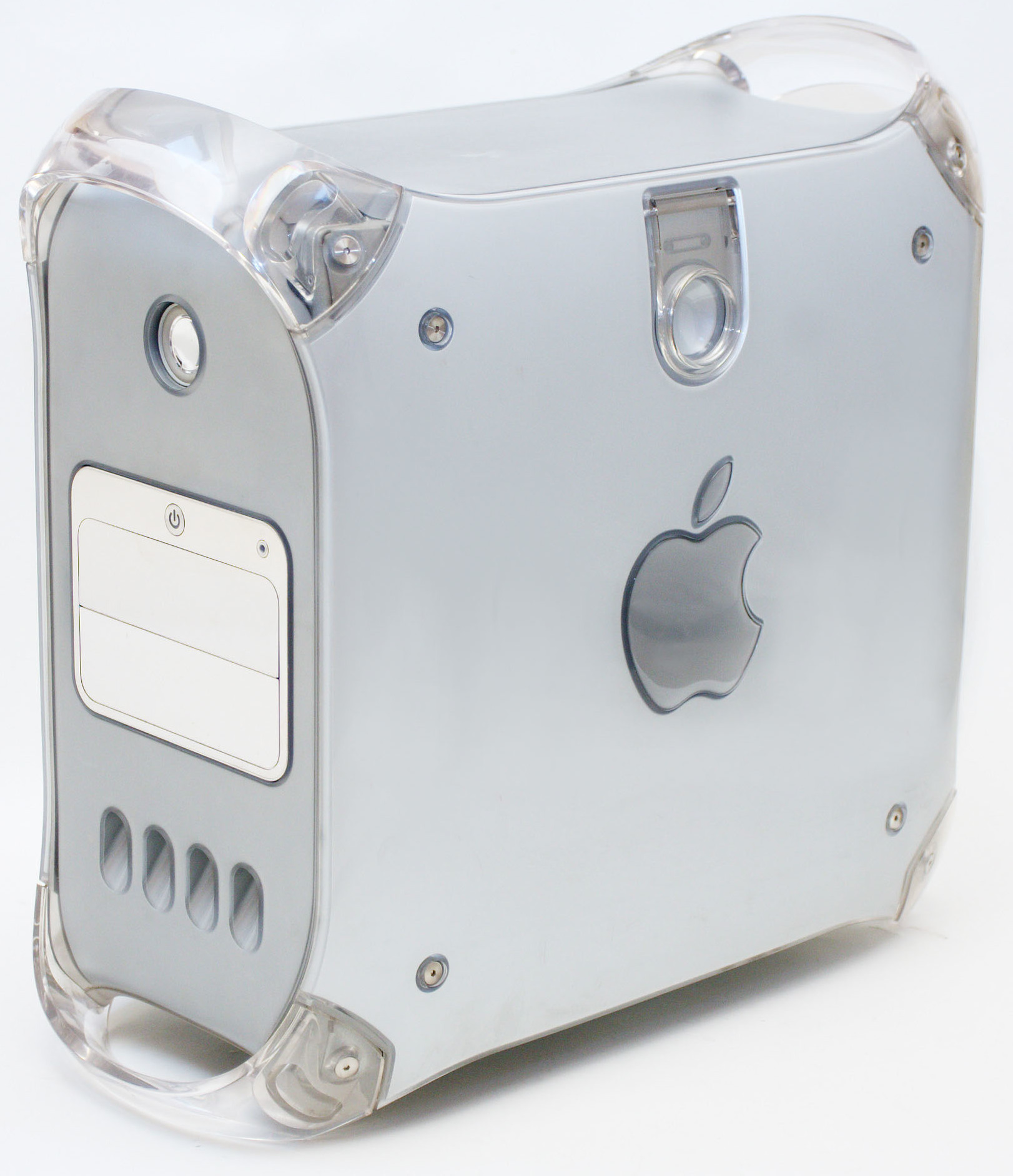
Le Power Mac G4 MDD.

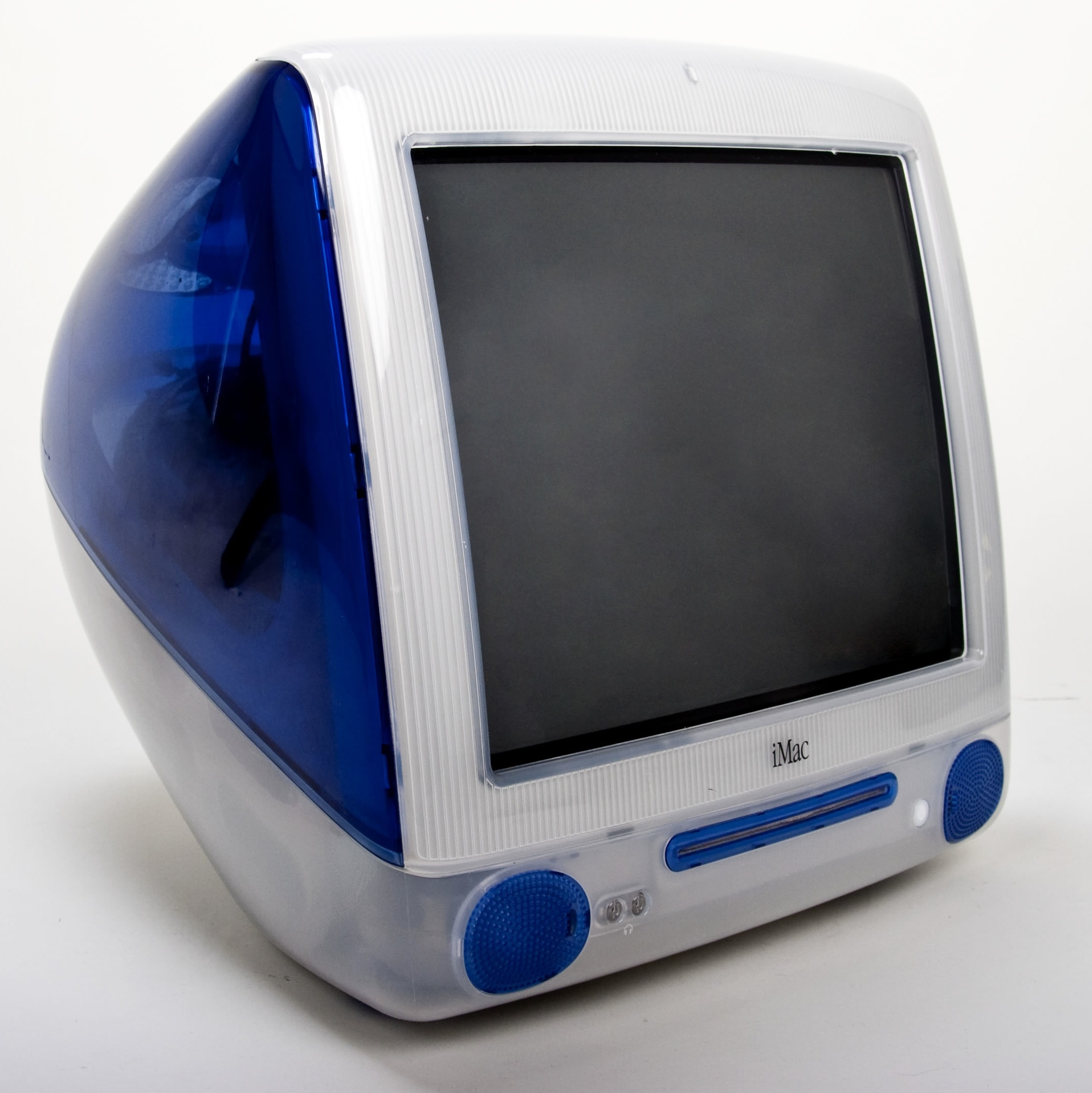
L'iMac G3, qui signa le renouveau de la firme.

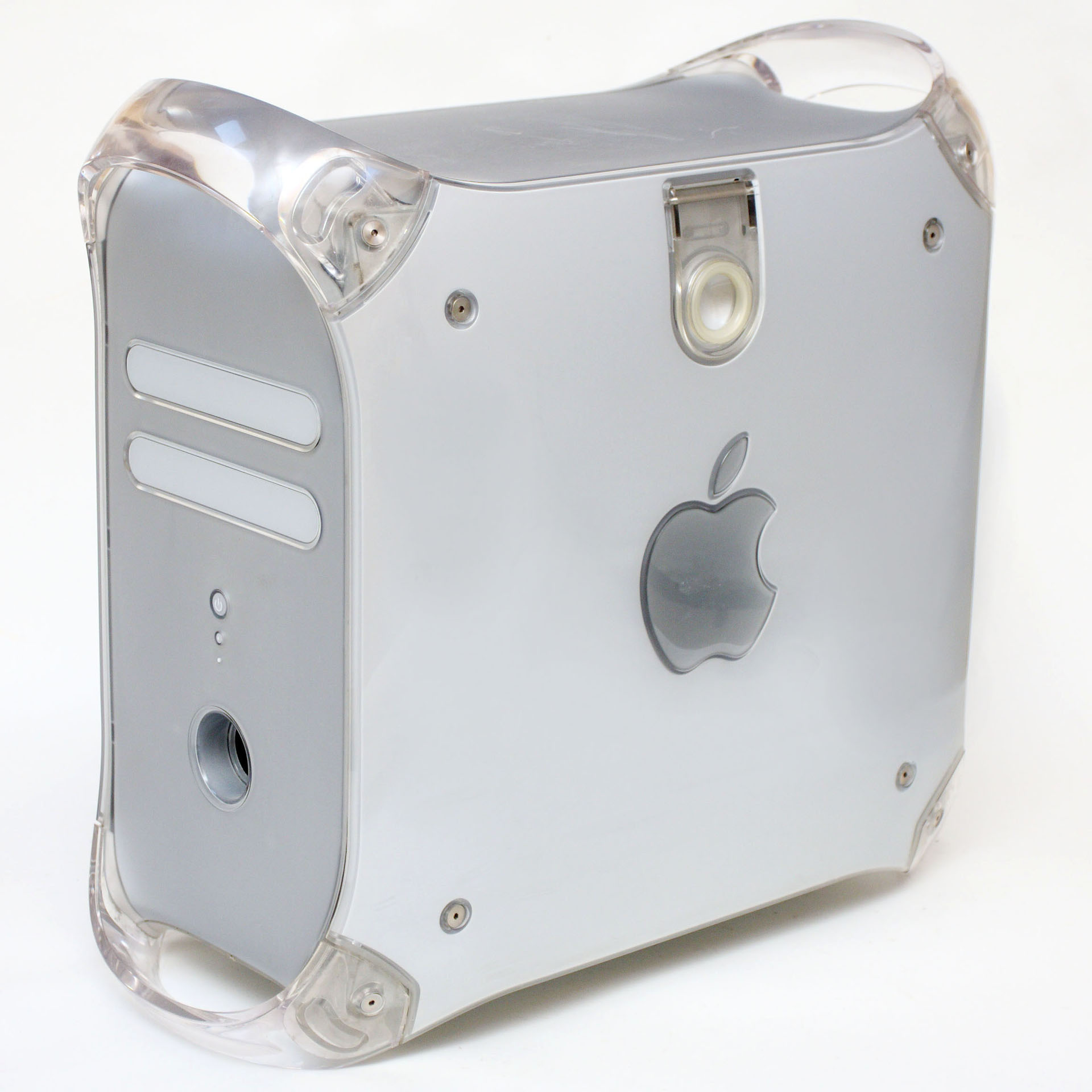
Le Power Mac G4 Quicksilver.

En 1998, après le retour de Steve Jobs à la tête de la société, Apple lance un nouvel ordinateur tout-en-un, l'iMac. L'écran 15 pouces et l'unité centrale s'y trouvent rassemblés dans un même boîtier en plastique transparent teint en Bleu bondi d'abord puis, plus tard, en d'autres couleurs. En plus de se démarquer des autres Macintosh par son design, il marque l'abandon des connecteurs ADB et SCSI, remplacés par deux ports USB. Le lecteur de disquette interne disparaît lui aussi, laissant le support de média amovible au lecteur de CD. De sa mise en vente, le 15 août 1998, jusqu'à la fin de l'année, Apple en vend plus de 800 000 unités. Ces ventes, ajoutés à celle des Power Macintosh G3, permettent à Apple de produire pour la première fois depuis 1995 des bénéfices,. En 1999, l'aspect blanc et bleu du boîtier est appliqué au Power Mac G3 et à un nouveau venu, l'iBook, le premier ordinateur portable d'Apple destiné au grand public. Tel l'iMac, l'année précédente, l'iBook est un succès, devenant l'ordinateur portable le plus vendu aux États-Unis au dernier trimestre de 1999. Lors de cette même année, Apple commence à équiper ses machines du processeur PowerPC G4 avec la sortie des premières versions du Power Mac G4.

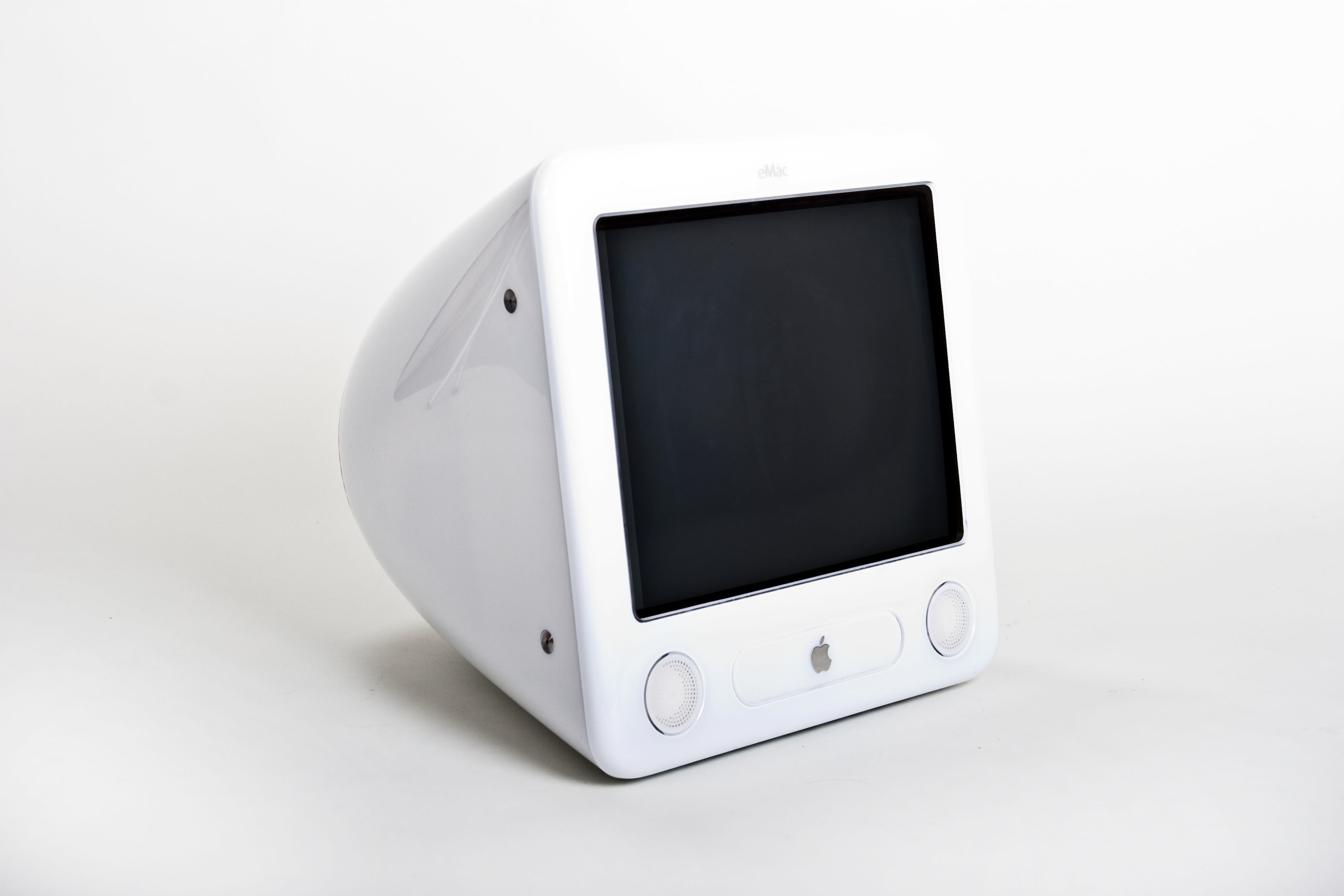
L'eMac, d'abord destiné au monde de l'éducation. Sa vente fut ensuite étendue au grand public.

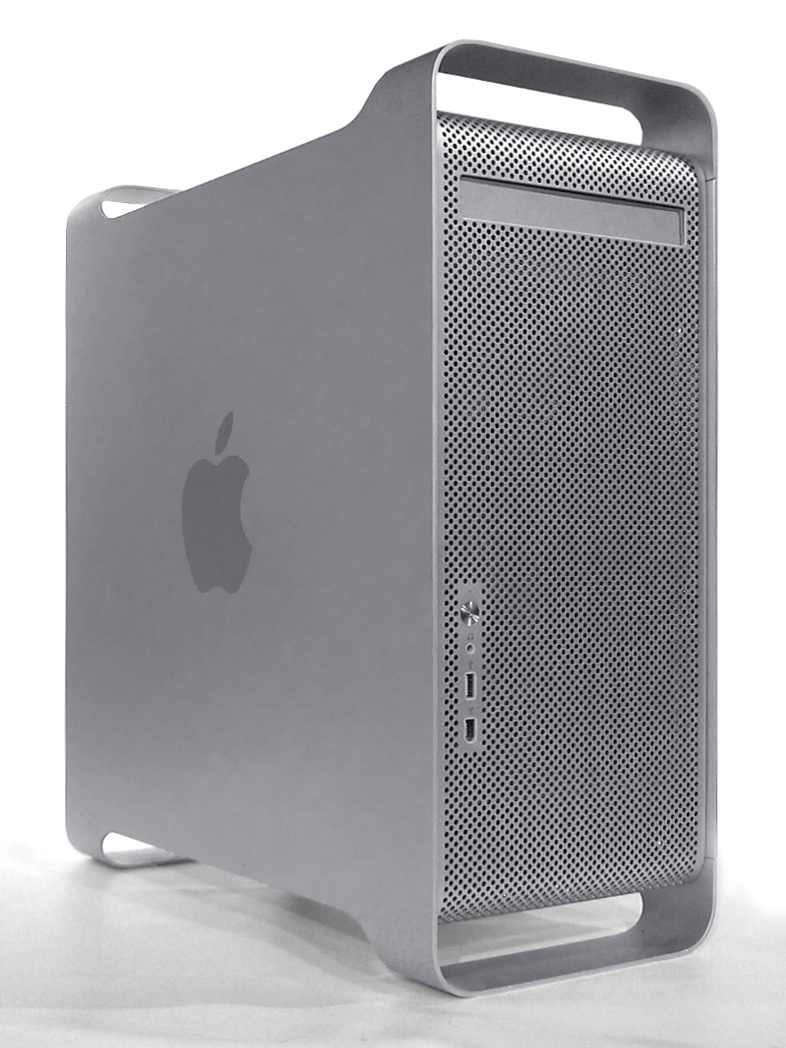
Le Power Mac G5, sorti en 2003, est le premier Macintosh à adopter un boîtier en aluminium anodisé.

Après avoir utilisé de nombreuses couleurs sur les iMac et les iBook, Apple opte pour le polycarbonate blanc pour ses machines grand public. Ainsi, le nouvel iBook sorti en 2001, l'iMac G4 et l'eMac, sortis tous les deux en 2002, arborent des boîtiers blancs, tandis que pour ses machines destinées aux professionnels, la firme à la pomme opte pour des boîtiers en métal : titane puis aluminium pour les PowerBook G4, et aluminium pour les Xserve.
Le Power PC G4, laisse ensuite sa place au PowerPC G5 à partir de 2003, où il fait son entrée dans le Power Macintosh G5, puis dans l'iMac en 2004. Trop énergivore et dégageant trop de chaleur, Le G5 ne sera jamais intégré par Apple dans ses ordinateurs portables. En janvier 2005, Apple annonce son Mac mini, le Macintosh le moins cher jamais vendu par la firme, disponible à sa sortie pour 499 dollars/529 euros. Après la sortie de Mac OS 8, le système a continué d'évoluer jusqu'à sa dernière version, la 9.2.2. Parmi les améliorations apportées se trouve le support du système de fichiers HFS+ dans la version 8.1, la restriction aux processeurs PowerPC dans la version 8.5 et l'apparition du nano-kernel dans la version 8.6,. Le projet Copland ayant été abandonné, Apple avait racheté, en décembre 1996, NeXT pour faire du système d'exploitation NeXTSTEP la base du nouveau système d'exploitation des Macintosh, Mac OS X. Ce dernier est fondé sur le micro-noyau Mach implanté dans le noyau XNU, tous les deux utilisés par NeXTSTEP, et améliorés à partir du code issu de BSD pour être inclus dans le cœur de Mac OS X, Darwin. La première version bêta publique sort en septembre 2000. Vendue 30 dollars, elle permet d'avoir un aperçu du nouveau système et de pouvoir rapporter les bugs rencontrés. La première version de Mac OS X, 10.0 (nom de code Cheetah), est quant à elle disponible à partir du 24 mars 2001. Elle contient l'environnement Classic, qui permet de faire fonctionner les applications conçues pour les versions antérieures de Mac OS. Par la suite, Apple publie des mises à jour majeures pour son système d'exploitation : 10.1 Puma (25 septembre 2001), 10.2 Jaguar (24 août 2002), 10.3 Panther (24 octobre 2003), 10.4 Tiger (29 avril 2005), 10.5 Leopard (26 octobre 2007), 10.6 Snow Leopard (28 août 2009), 10.7 Lion (20 juillet 2011), 10.8 Mountain Lion (25 juillet 2012), 10.9 Mavericks (22 octobre 2013), 10.10 Yosemite (16 octobre 2014), 10.11 El Capitan (30 septembre 2015), 10.12 Sierra (20 septembre 2016), 10.13 High Sierra (25 septembre 2017), 10.14 Mojave (24 septembre 2018), 10.15 Catalina (7 octobre 2019) et la dernière en date 11.0 Big Sur (12 novembre 2020).
Serlet et Tevanian ont tous les deux lancé le projet secret, à la demande de Steve Jobs, d'équiper des Sony Vaio de Macos. Accompagnés du PDG d'Apple Steve Jobs, ils proposent alors aux dirigeants de Sony, en 2001, lors d'une partie de golf à Hawaii, une démonstration de Macos sur le modèle le plus cher qu'ils ont acquis. Mais les ventes de Vaio, sous Windows, commencent tout juste à décoller, ce qui rend réticent les dirigeants de Sony. Le projet est finalement abandonné.

### De 2006 à 2020: l'ère Intel

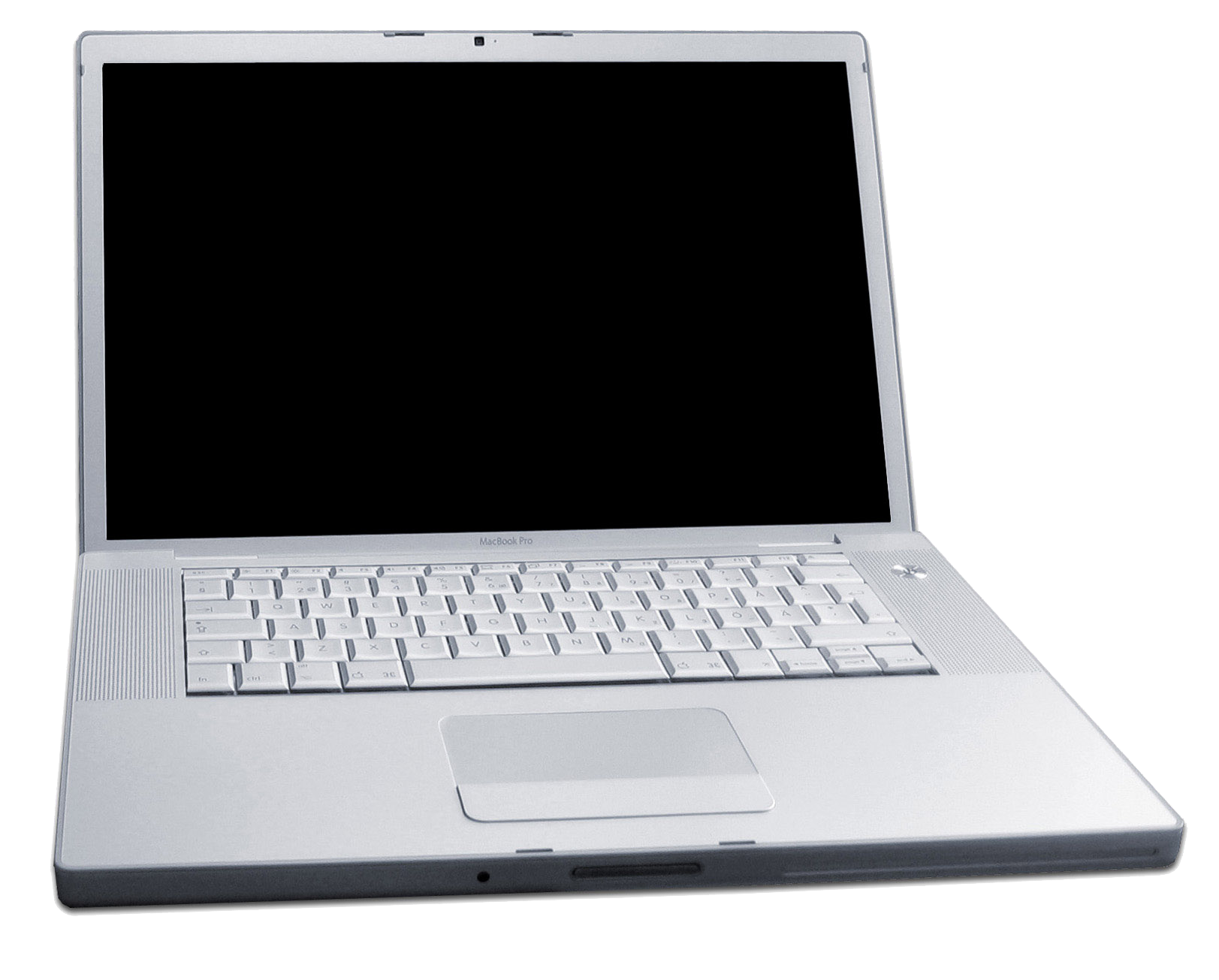
MacBook Pro (2006)

Mi-2005, lors de la Worldwide Developers Conference, Steve Jobs annonce qu'Apple met fin à l'utilisation de processeurs PowerPC dans ses ordinateurs, au profit de processeurs Intel. Il ajoute que le système Mac OS X a été développé dès le début dans l'optique de fonctionner tant sur les architectures x86 que PowerPC. Les premiers Mac à être équipés de processeurs Intel sont l'iMac, le Mac mini et les MacBook Pro. Le tout nouveau MacBook suit, puis le Mac Pro et, en dernier, les Xserve.
En passant aux processeurs Intel, Apple remplace le préfixe « Power » des noms de ses machines destinés aux professionnels (Power Mac, PowerBook) par le qualificatif « Pro » (Mac Pro, MacBook Pro). Les ordinateurs portables deviennent tous des MacBook, nom qui sera ensuite décliné en fonction des modèles.
Dès lors et jusqu'en 2020, tous les ordinateurs vendus par Apple utilisent des processeurs x86 conçus et fabriqués par Intel. Ils sont quelquefois appelés Macintel, sur le modèle du terme Wintel utilisé pour désigner les compatibles PC utilisant des processeurs Intel et le système d’exploitation Windows de Microsoft. Par l'intermédiaire de l'émulateur Rosetta, il est possible d'utiliser des applications PowerPC sur un Macintel, mais à une vitesse inférieure à celle des applications natives. L'environnement « Classic » n'est cependant pas pris en charge par les Macintel et Mac OS X v10.5 « Leopard ».

iMac avec processeur Intel, en 2013.

L'utilisation de la même architecture de processeur que les PC permet de faire fonctionner un système Microsoft Windows sans l'aide d'un émulateur, tel que Virtual PC.
En mars 2006, un groupe de hackeurs est parvenu à faire fonctionner Windows XP sur un Macintel avec un outil qu'ils ont ensuite mis à disposition sur leur site. Le mois suivant, Apple annonce la sortie de la bêta publique de Boot Camp, un utilitaire qui permet aux possesseurs de Mac intel d'installer Windows XP sur leurs machines. Les versions suivantes ont ajouté le support de Windows Vista et la correction de bugs, jusqu'à la sortie de la première version finale, intégrée au système Mac OS X 10.5.
Alors que le Macintosh était depuis la fin des années 1980 la principale source de revenus d'Apple, la diversification des produits avec les lancements de l'iPod, l'iPhone puis de l'iPad, a vu la part de chiffre d'affaires générée par les Macintosh diminuer, passant sous les 50 % en 2007, pour ne représenter en 2010 plus que 30 %. L'iPhone et les applications étant devenues la première source de revenus pour Apple.

### Depuis 2020: l'ère Apple Silicon

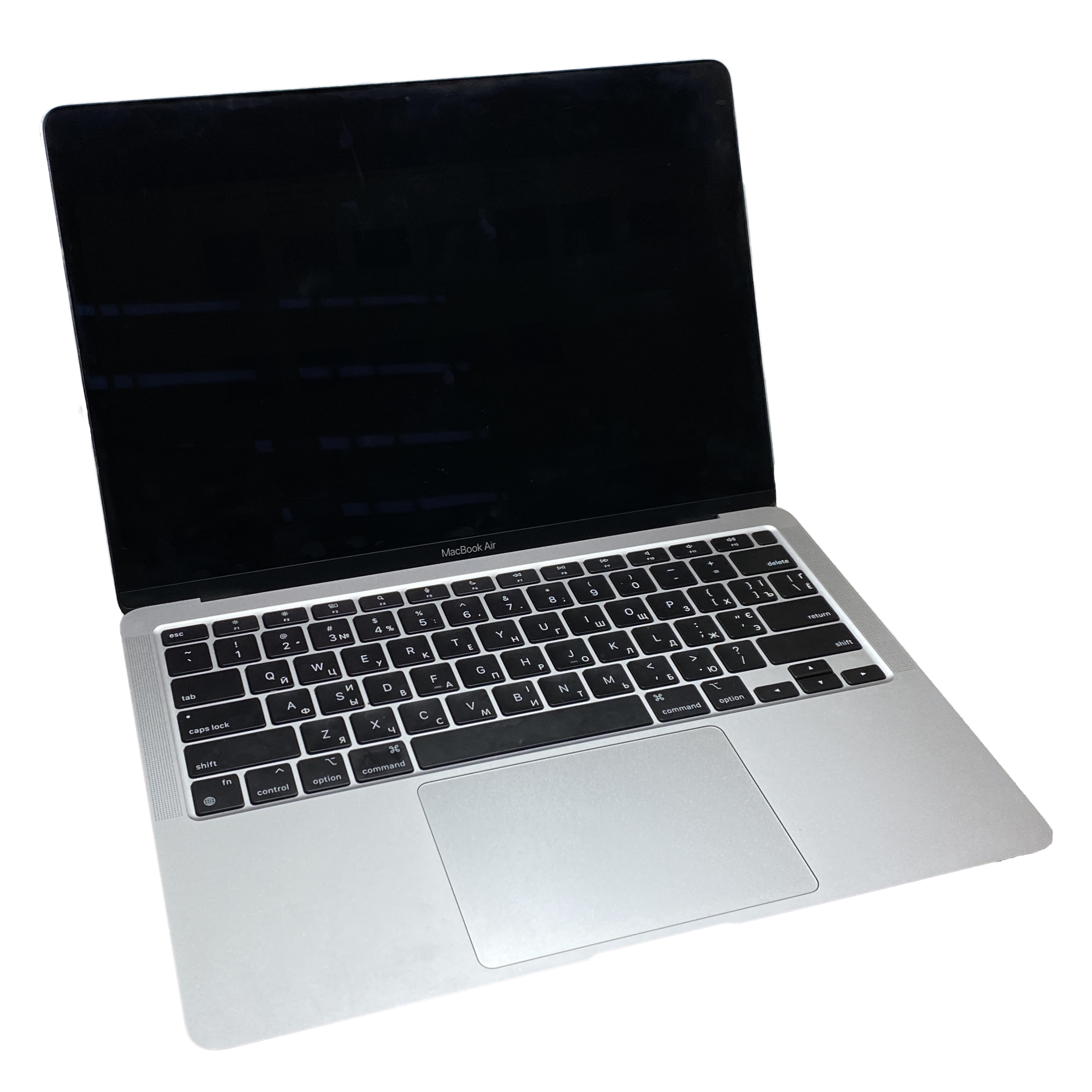
MacBook Air M1 (2020)

Le 22 juin 2020, Apple a annoncé son intention de faire passer ses ordinateurs Macintosh de processeurs Intel à des processeurs Apple, nommés Apple Silicon, basés sur une architecture ARM.
La première puce de cette génération, la puce Apple M1, est présentée le 10 novembre 2020, en même temps que les nouveaux MacBook Pro, MacBook Air et Mac mini qui sont donc basés sur cette puce. Le 20 avril 2021, dans la keynote "Spring loaded" (printemps chargé), Apple annonce un nouvel iMac et un iPad Pro basés sur cette puce.
En octobre 2021, de nouveaux MacBook Pro avec puces M1 Pro et M1 Max sont annoncés. Ils apportent un redesign, plus épais. Des ports sont rajoutés, réclamés par les utilisateurs, tels que le port de carte SD, HDMI ou encore MagSafe. Ces ports avaient été abandonnés en 2015 au profit de l'USB-C par apple dans son nouveau MacBook, pour pouvoir créer des design plus fins et parce que les designers d'Apple pensaient, tout comme pour le lecteur de disquette dans l'iMac originel, que ces ports devenaient inutiles et qu'il serait mieux de forcer l'unification d'utilisation des ports. Une autre nouveauté est l'ajout d'un écran Super Retina XDR ProMotion, ce qui permet d'avoir un plus bel écran mais surtout d'obtenir le 120 Hz adaptatif sur un Mac, jusqu'ici réservé à l'iPad et à l'iPhone. Les nouvelles puces M1 Pro et M1 Max permettent des performances très correctes par rapport au monde des PC, surtout en termes de GPU, tout en permettant un temps d'utilisation sur batterie très long (jusqu'à 21h sur le MacBook Pro 16"). Ces nouveaux MacBook Pro, disponibles en 14" ou 16" sont très avantageux pour le relatif prix bas.
De plus, lors de l'évènement "Peak Performance" (performance optimale) Apple présente une nouvelle puce, la M1 "Ultra". Il s'agit en fait de deux puces M1 Max liées par une technologie propriétaire d'Apple : "UltraFusion". Cela permet d'en doubler les cœurs de CPU, de GPU et de Machine Learning mais aussi de doubler la RAM. Cette puce n'a actuellement (avril 2022) qu'une seule implémentation, le Mac Studio. Dans sa version la plus haute gamme, cette nouvelle gamme de Macintosh, en inclut une. Cet ordinateur est tourné autour de cette puce. Il reste simple et composé d'une alimentation, d'un SoC et d'un refroidissement qui prend plus de la moitié du volume. Il s'agirait de la dernière puce M de première génération.
La puce M2 est annoncée le 6 juin 2022, durant la WWDC d'Apple. Le MacBook Air lancé le 15 juillet 2022 est le premier à en bénéficier.
Le 17 janvier 2023, le nouveau MacBook Pro est dévoilé avec les puces M2 Pro et M2 Max. Le Mac mini est également mis à jour avec les puces M2 et M2 Pro.
Le 5 juin 2023, Apple présente la puce M2 Ultra durant la WWDC. Cette puce sera disponible avec le nouveau Mac Studio  ainsi qu'avec le Mac Pro qui est le dernier Mac à passer à l'architecture Apple Silicon.

### Les choix précurseurs
On a souvent qualifié les choix d'Apple de brutaux pour l'utilisateur, mais à terme ils initièrent la tendance. Tels la suppression du lecteur CD, la réduction de la connectique au strict minimum et l'inclusion de puce à architecture ARM.

## Matériel et logiciel
Contrairement à IBM, qui a autorisé Microsoft à proposer MS-DOS à des tiers permettant l'apparition des Compatibles PC, Apple contrôle le matériel et les logiciels.

### Matériel

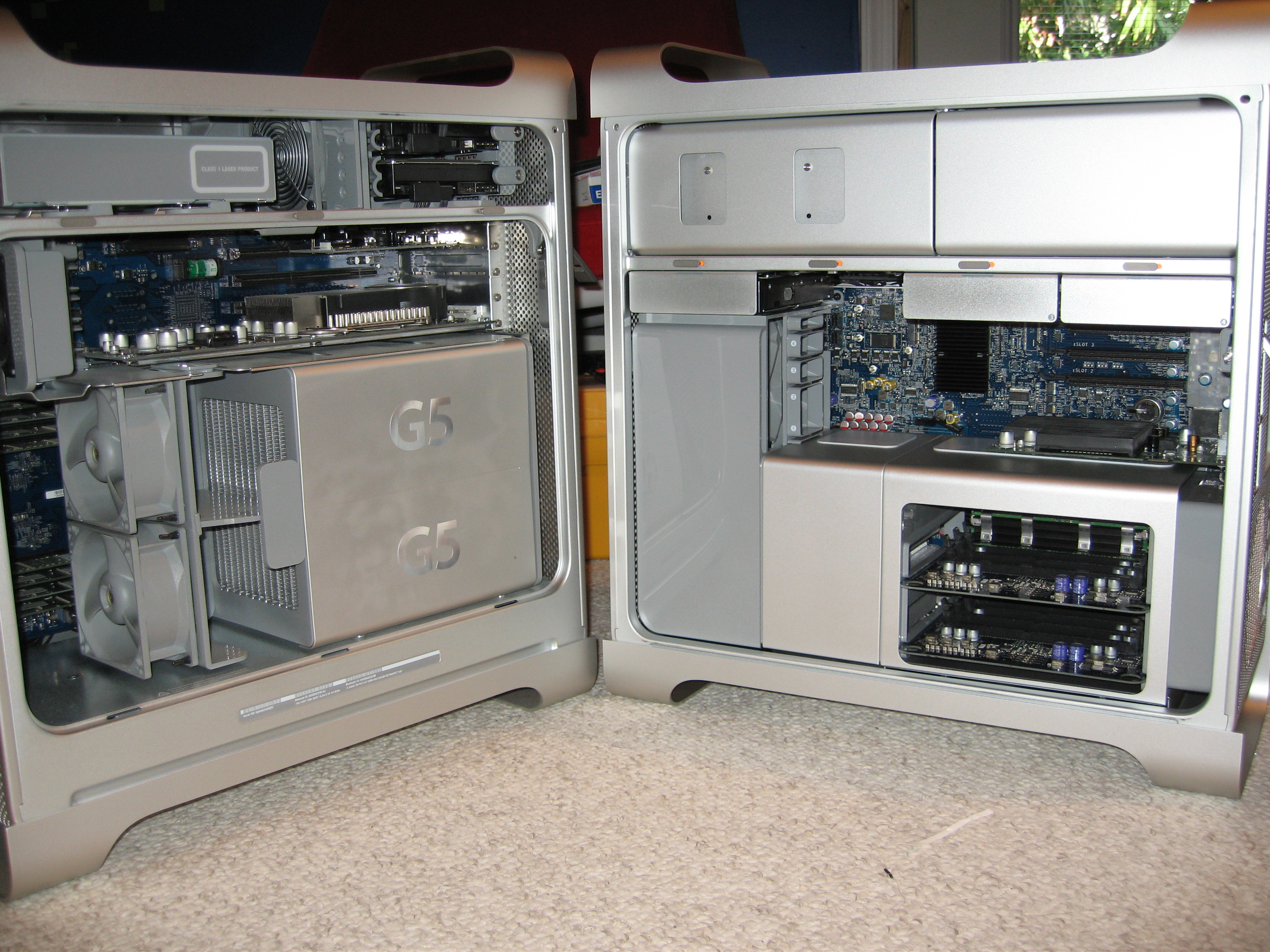
Un Power Mac G5 et un Mac Pro, avec leur baie ouverte, laissant apparaître leurs composants.

Bien que la conception des Macintosh relève directement d'Apple, leur montage est sous-traité auprès d'OEM asiatiques tels qu'Asus, Foxconn et Quanta Computer.
Le processeur utilisé par les Macintosh était, pendant plus de 20 ans, un élément qui les distinguait des compatibles PC. Ces derniers ont toujours utilisé des processeurs Intel de la famille x86, du nom du jeu d'instructions introduit sur l'Intel 8086. Pour leur part, les Macintosh ont utilisé successivement des processeurs Motorola 68000, puis des PowerPC, et depuis 2006 des processeurs Intel x86 identiques à ceux utilisés par les PC. Autre particularité qui distinguait les Macintosh des PC, les souris qui les équipaient ont toujours eu un seul bouton, alors que les souris destinées aux autres plates-formes étaient dotées de deux boutons, voire plus. Il a fallu attendre la sortie de Mac OS X pour que les Mac supportent les souris à plus d'un bouton et la sortie, en 2005, de la Mighty Mouse pour voir apparaître une molette et le « clic droit », rendu possible, malgré la présence d'un seul bouton physique, par une détection tactile.
Au fil des années, les Macintosh ont intégré les évolutions technologiques traduites, par exemple, par l'apparition ou la disparition d'interfaces. Ainsi, du côté des cartes d'extension, les Macintosh ont connu les NuBus ou les PDS dans la fin des années 1980 et le début des années 1990, puis le PCI, remplacé ensuite par le PCI Express. Les claviers et souris ont connu d'abord la solution maison ADB, avant d'utiliser l'USB dès son apparition sur l'iMac G3. Néanmoins, dès 1999, Apple tenta d'imposer l'interface qui succède à ADB, le FireWire. Mais la concurrence avec l'USB 2 d'Intel, ainsi qu'un problème de paiement de licence, font que l'interface est délaissée par les périphériques numériques, avant qu'Apple la retire lors des révisions des Mac dans les années 2010. Apple s'associa ensuite avec Intel pour le Thunderbolt.
Malgré l'évolution des technologies utilisées, certaines sont adoptées bien après être devenues des standards sur PC, tels le lecteur de carte SD ou la connectique HDMI. D'autres technologies, comme le disque Blu-ray ou l'interface eSATA, bien que présentes sur de nombreux PC, restent absentes des Macintosh. Comparés aux PC, à puissance similaire et composants similaires, les Macintosh sont considérés comme plus chers. Ce phénomène est parfois appelé « taxe Apple », en particulier par Microsoft dans ses publicités I'm a PC (« je suis un PC »),. Bien qu'elle ne soit pas une taxe en tant que telle, la différence de prix peut atteindre plusieurs centaines d'euros. Parmi les arguments mis en avant pour expliquer cette différence se trouvent la qualité du système d'exploitation et du service après-vente, ainsi que le design très élaboré des machines.
Le remplacement de certains composants par d'autres plus véloces, souvent appelé upgrade, est considéré comme plus difficile sur les Macintosh car les pièces en question y sont souvent moins accessibles. À titre d'exemple, seule la mémoire vive et la carte AirPort peuvent être remplacées sur les iMac (à l'exception de la première génération d'iMac G3). Des machines comme les Power Macintosh ou les Mac Pro, dont l'unité centrale est une tour, possèdent des composants accessibles une fois les baies ouvertes, et il est ainsi possible de remplacer facilement des composants comme le disque dur, les cartes graphiques et d'extension et la mémoire vive.
Depuis 2015, sur les MacBooks l'utilisation d'un modèle de clavier spécifique (dit à papillon) provoque des dysfonctionnements (touches coincées, inactives, ou caractères qui se répètent). En 2016, Apple change le mécanisme, mais le problème perdure et en mars 2019, les utilisateurs continuent de se plaindre de ces problèmes de clavier. Certains Macbooks connaissent aussi des problèmes d'écran. Selon Kyle Wiens, cité par le média technologique The Verge, la fiabilité des Macbooks chute depuis 2012.

### Logiciel

#### macOS: le système d'exploitation

Logo de macOS 11 « Big Sur ».

Le Macintosh 128K est le premier ordinateur personnel utilisant une interface graphique abordable à rencontrer le succès. L'utilisation de la métaphore du bureau tend à copier le monde réel. Des dossiers, des fichiers et une corbeille sont présents sur l'écran sous forme d'icônes affichées sur un bureau. En 1997, avec la version 7.6, le système est renommé Mac OS. Il continue son évolution jusqu'à sa dernière mise à jour en 2001 avec la version 9.2.2. Cette même année, Apple le remplace en lançant Mac OS X, fondé sur NeXTSTEP et Darwin. Parmi les nouveautés apportées se trouvent l'interface Aqua et le dock.
La compatibilité des logiciels avec les Macintosh lors des phases de transition d'architecture matérielle est gérée par le système d'exploitation par le biais de l'émulation. Ainsi, lors du passage de l'architecture 68000 vers les PowerPC, Mac 68k, inclus dans les versions PowerPC de Mac OS, permettait d'utiliser des programmes 68k. Il en est de même lors du passage des processeurs PowerPC vers les processeurs x86 d'Intel avec Rosetta, inclus depuis Tiger dans le système d'exploitation, qui permet d'utiliser les applications PowerPC sur un Macintel. De même, l'architecture de Mac OS X étant différente de celle des Mac OS « classic », il a fallu faire appel à l'émulateur Classic inclus dans Mac OS X, des versions 10.0 à 10.4, afin de faire fonctionner d'anciennes applications sur ce nouveau système. Présenté par Apple comme plus sûr que Windows, Mac OS X n'est pas pour autant exempt de problèmes de sécurité. Il est la cible de virus, chevaux de Troie et autres logiciels malveillants. Des vulnérabilités lui sont connues, souvent montrées par des preuves de concept. Elles sont de manière générale corrigées à travers des mises à jour proposés soit par Apple, soit par des éditeurs tiers lorsqu'ils sont responsables des failles introduites par leurs logiciels. Bien qu'Apple conseille d'utiliser un logiciel antivirus, la rareté des virus et autres logiciels malveillants sur la plate-forme peut permettre de s'en dispenser, chose peu indiquée sous Windows. Une piste avancée pour expliquer cette rareté est la faible part de marché occupée par les Mac, rendant moins intéressant le développement d'un virus pour Mac plutôt que pour Windows car ce dernier touche un parc de machines plus large.
Avec la version 10.9, Mac OS X a été renommé OS X. Depuis la version 10.12, OS X est devenu macOS, dans un souci d’uniformisation du nom des systèmes d'exploitation d’Apple (iOS, tvOS, watchOS).
Fin 2020, sort la version 11, macOS Big Sur.

#### Autres logiciels

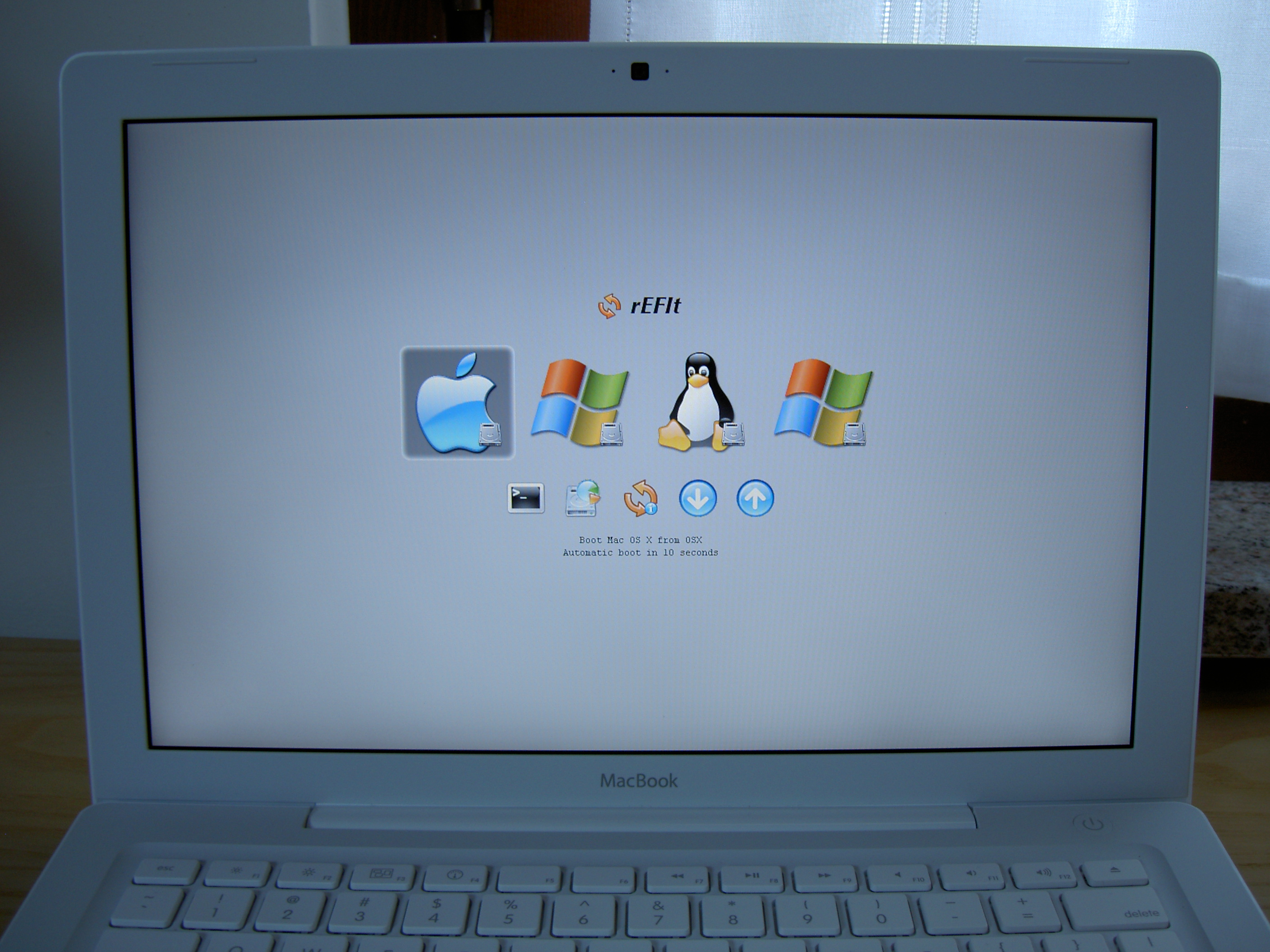
Un MacBook avec le chargeur d'amorçage rEFIt pour démarrer Mac OS X, Windows ou Linux.

En plus du système d'exploitation, les Macintosh sont livrés avec une série de logiciels maison préinstallés tels que la suite multimédia iLife, le lecteur de messagerie Mail et le navigateur web Safari.
Initialement, Mac OS était le seul système utilisable sur un Macintosh. Le Macintosh démarrait la boîte à outils Macintosh, soit directement, soit grâce à l'Old World ROM, puis démarrait directement Mac OS, rendant impossible le démarrage d'un autre système. La solution principale de contournement, qui fut utilisée même par Apple pour A/UX, consistait à démarrer sur Mac OS puis, grâce à un chargeur d'amorçage, de démarrer le système souhaité. Cela fut nécessaire jusqu'à l'arrivée de l'Open Firmware. Aujourd'hui, les Macintosh sont capables de démarrer directement à partir de l'Open Firmware ou de l'Extensible Firmware Interface, s'ouvrant ainsi aux alternatives à Mac OS X sur Macintosh.
Avec le passage à l'architecture Intel x86, le Macintosh a vu l'émergence de nouveaux logiciels de virtualisation, tels que VMware Fusion, Parallels Desktop ou VirtualBox. Ceux-ci permettent de faire tourner Microsoft Windows ou d'autres systèmes d'exploitation tout en restant sous Mac OS X et ce, presque à la vitesse maximale, en évitant une émulation matérielle coûteuse en ressources. De son côté, Apple fournit le logiciel Boot camp avec Mac OS X. Ce dernier permet d'installer facilement Windows XP, Windows Vista ou Windows 7 sur un Macintosh en fournissant les pilotes nécessaires au bon fonctionnement de la machine. Il est aussi possible d'installer une distribution Linux avec Boot Camp ; les pilotes ne sont cependant pas inclus : c'est donc à l'utilisateur de trouver ceux dont il a besoin pour sa machine. L'inverse, installer Mac OS X sur un ordinateur non-Macintosh, n'est normalement pas possible et, de surcroît, est interdit par le Contrat de Licence Utilisateur Final du logiciel. Des initiatives, tel que OSx86, rendent cette installation partiellement possible. Ces ordinateurs sont souvent dénommés Hackintosh, mot-valise issu des mots Hack et Macintosh.
En raison de l'incompatibilité des logiciels destinés à Windows avec Mac OS X, le catalogue de logiciels disponibles est plus restreint. Néanmoins, les principaux logiciels sont multiplate-forme ; ainsi, il existe des versions pour Mac OS X de Microsoft Office, Mozilla Firefox, des logiciels d'Adobe, etc. Du fait que le système soit de type Unix et de son héritage de FreeBSD, de nombreuses applications destinées à Linux ou Unix peuvent fonctionner sous Mac OS X, souvent par l'intermédiaire de X11.

## Ventes et parts de marché
Sur le marché des ordinateurs, Apple a souvent représenté un marché de niche. Alors que l'Apple II a atteint, au meilleur de sa forme, plus de 15 % de parts de marché, le Macintosh est longtemps resté sous la barre des 10 %. Lors de son lancement en 1984, le Macintosh occupait 6 % des ventes d'ordinateurs personnels, le plaçant derrière le Commodore 64, les PC-DOS et les Apple II. Les mauvaises ventes de l'année 1985, conséquence de l'absence de nouveaux modèles, ne permettent pas au Macintosh de gagner des parts de marché. En 1986, l'arrivée du Macintosh Plus permet de légèrement inverser la tendance, mais les parts de marché n'atteignent alors plus que 4,2 %. Cette même année, les Compatible PC atteignent pour la première fois la barre des 50 % des ordinateurs personnels vendus. Depuis, ils n'ont jamais quitté cette position dominante sur le marché.
À la fin des années 1980, les PC continuent à gagner des parts de marché, essentiellement au détriment des concurrents du Macintosh — principalement en devenant la référence pour les jeux vidéo en lieu et place de l'Amiga —, ce qui permet aux Macintosh d'occuper la deuxième place sur le marché des ordinateurs personnels. En 1991, les parts de marché des Macintosh passent de 5 ou 6 % à plus de 11 %. Ceci coïncide d'un côté avec une baisse des ventes de PC, résultat d'un manque de nouveauté, et, du côté du Macintosh, avec l'arrivée du Système 7, des Macintosh plus abordables avec les LC et Classic, et des Macintosh aux performances en forte hausse avec l'arrivée des Quadra. En 1993, les parts de marché du Macintosh atteignent un sommet avec 13 %. Le bonheur des uns faisant le malheur des autres, les autres concurrents du PC disparaissent quasiment du paysage des ordinateurs personnels, laissant les Macintosh et les PC seuls sur le marché.
À partir de 1994, Apple perd des parts de marché au profit des PC, et ce jusqu'en 1999, et l'arrivée de l'iMac. En effet, et bien que les ventes de Macintosh soient en hausse, avec 4,5 millions d'unités vendues en 1995, un record pour la firme à la pomme à l'époque, l'explosion du marché à partir de cette année avec l'arrivée de Windows 95 profite bien plus aux PC. Ainsi, les parts de marché, mais aussi les ventes, sont en baisse du côté d'Apple, pour atteindre 2,8 millions d'unités vendues en 1998, contre presque 100 millions de PC vendus la même année.
En 1999, et grâce au succès de l’iMac, les ventes de Macintosh s'améliorent légèrement, pour se stabiliser à 2,7 % de parts de marché, avec 3,5 millions d'unités vendus. Le gain de parts de marché fait son retour l'année suivante, avec 4,5 millions de machines vendues, soit 3,3 % des ordinateurs personnels vendus. Cependant, la reprise est de courte durée. En 2001, avec l'arrivée de Windows XP et malgré la sortie de Mac OS X, les ventes diminuent, atteignant 2 %, soit un peu plus de 3 millions d'unités vendues en 2004, laissant la plate-forme PC, essentiellement équipée de Windows, dominer le marché, et ce malgré les alternatives que sont Linux ou AmigaOS,.

## Marketing et publicité
Pour accompagner le lancement de ses différents Macintosh, Apple a fait appel de manière récurrente à la publicité.
Dans les années 1970 et le début des années 1980, les publicités couvrant le domaine informatique visaient presque exclusivement un public d'initiés (early adopters entre autres), des entreprises, les États et les universités. À l'instar d'IBM avec son PC, Apple fait la promotion de son premier Macintosh auprès du grand public à travers une campagne d'envergure avec, entre autres, la diffusion du spot publicitaire 1984 lors du Super Bowl XVIII, le plus grand évènement télévisuel aux États-Unis, avec plus de 90 millions de téléspectateurs cette année-là. Après le succès vers des années 1984, Apple recommence l'année suivante avec Lemmings, une publicité pour son Macintosh Office qui échoue, car elle est ressentie comme offensant les acheteurs potentiels. Le Macintosh ne retourne sur les écrans du Super Bowl qu'en 1999, avec l'annonce d'Hal à Dave que les Macintosh n'ont pas subi le bug de l'an 2000. En plus de ces spots évènementiels, Apple utilise de la publicité plus conventionnelle dans la presse, par exemple pour le Macintosh Plus, les Performa, les Quadra ou même les PowerBook. Ces derniers sont l'objet d'une campagne dans les journaux et à la télévision, avec le slogan What's on your PowerBook?. Lors de la sortie de Windows 95, Apple répond par une campagne de dénigrement du système de Microsoft. Une publicité d'Apple dans la presse disait « Imaginez ça, un bureau avec une corbeille où on peut jeter des documents et les récupérer! »,, fonction présente sur Macintosh depuis sa sortie 11 ans plus tôt. Un spot télévisuel est diffusé dans la même lignée : un conférencier est confronté à l'impossibilité de lancer sa présentation sous Windows 95. Des individus du public lui suggèrent alors des lignes de code peu compréhensibles. Une voix off indique que si l'on cherche un ordinateur simple d'utilisation, il n'existe qu'une solution. À ce moment on entend une voix venant du public crier « Achetez un Macintosh ! »

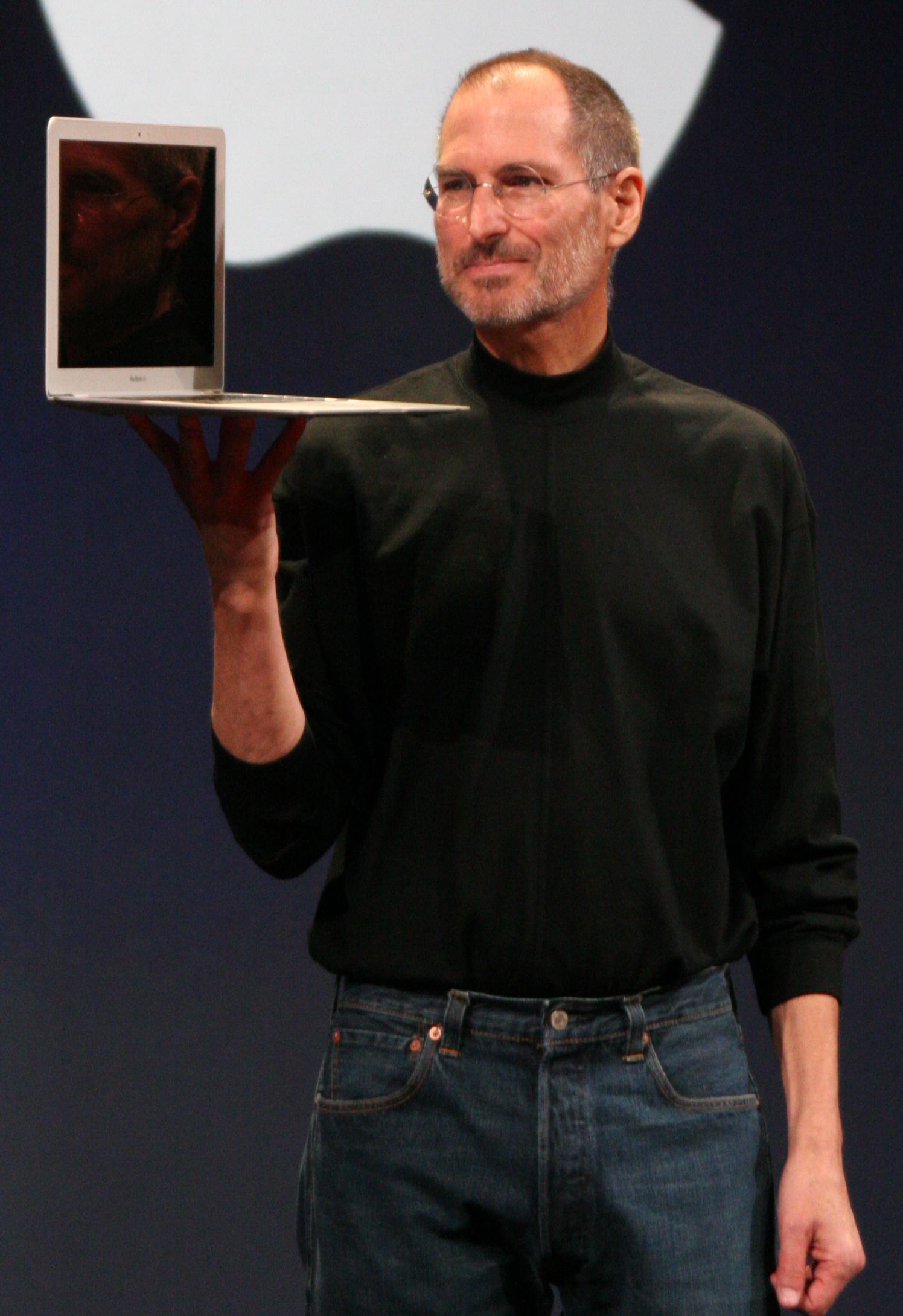
Steve Jobs faisant la présentation et la promotion du MacBook Air lors de la Macworld Expo 2008.

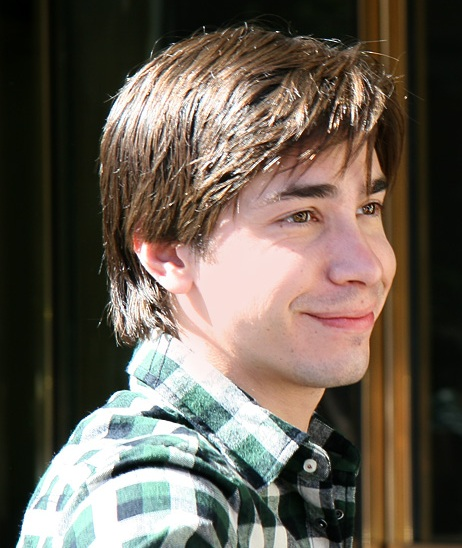
Justin Long, « Mac » de la campagne Get a Mac.

En 1997, peu après le retour de Steve Jobs à la tête de l'entreprise, Apple lance la campagne Think different, censée redorer son blason, terni par le déclin qu'a connu la firme au milieu des années 1990. Accompagné d'un spot publicitaire, d'affichages urbains et de publicités dans la presse, la campagne est un succès, le spot rapportant même le premier Emmy Award consacré à une publicité en 1998. Think different devient le slogan d'Apple jusqu'en 2002, année où la campagne Switch lui succède. Cette dernière met en scène de simples utilisateurs qui ont « switché » (« sont passés ») sur un Macintosh et qui racontent leurs déboires avec leur PC.
Depuis 2006, Apple fait la promotion de ses Macintosh à travers la campagne Get a Mac. Ces publicités mettent en scène les personnages « Mac » et « PC », des personnifications des machines utilisant respectivement Mac OS X et Windows. À travers une petite discussion entre les deux protagonistes, les avantages du Macintosh sont mis en avant et les défauts de son concurrent (Windows) sont mis en exergue.
En plus de la publicité conventionnelle, Apple organise des conférences pour faire la présentation et la promotion de ses nouveaux produits, dont les Macintosh. Ces conférences sont organisées soit dans le cadre de salons tels que les Macworld Conference & Expo, les Apple Expo ou les Worldwide Developers Conference, soit lors de simples conférences de presse souvent appelées Special Event. Les keynotes, souvent tenues par Steve Jobs depuis son retour à la tête de la firme (et ce, jusqu'à sa mort le 5 octobre 2011), se tiennent devant un public restreint (quelques dizaines de journalistes lors de Special Events sur le campus Apple, plusieurs centaines de personnes lors des évènements plus larges) et sont par la suite diffusées sur Internet.

## Impact et influences
Une large communauté s'est rapidement formée autour du Macintosh dès son apparition, certains se rassemblant sous forme de groupes d'utilisateurs (tel que le Berkeley Macintosh Users Group fondé en 1984). Des salons sont organisés pour la communauté en commençant par la Macworld Expo, dont la première édition a lieu à San Francisco en 1985. Ces évènements ne sont pas limités aux États-Unis, puisqu'on en retrouve de similaires à Londres avec la MacExpo, à Paris avec l'Apple Expo, à Tokyo avec d'autres Macworld Expo. De même, une presse spécialisée, puis, avec l'avènement d'Internet, des sites web consacrés au Macintosh se sont développés. Souvent d'abord limitée aux Macintosh, leur ligne éditoriale s'est étendue avec la diversification d'Apple, notamment avec la sortie de l'iPod et de l'iPhone.
Le Macintosh a aussi inspiré les créateurs de séries d'animation ; c'est le cas par exemple de Futurama et des Simpson, toutes deux créées par Matt Groening, où les ordinateurs qui apparaissent dans plusieurs épisodes s'inspirent grandement de certains modèles de Macintosh.
Apparu avec l'Apple III, la touche pomme, devenue par la suite touche de commande, permet d'accéder à un certain nombre de raccourci clavier, tel que ⌘+Q pour quitter une application. L'animateur de télévision Thierry Ardisson clôturait son émission Rive droite / Rive gauche en disant « Pomme-Q ». De même, le quatrième album du chanteur français Calogero porte le nom de Pomme C, la chanson de même nom débute sur la phrase « Isn't it nice to have a computer that will talk to you », empruntée à Vicky du synthétiseur vocal de Mac OS X.